# Hanns Eisler

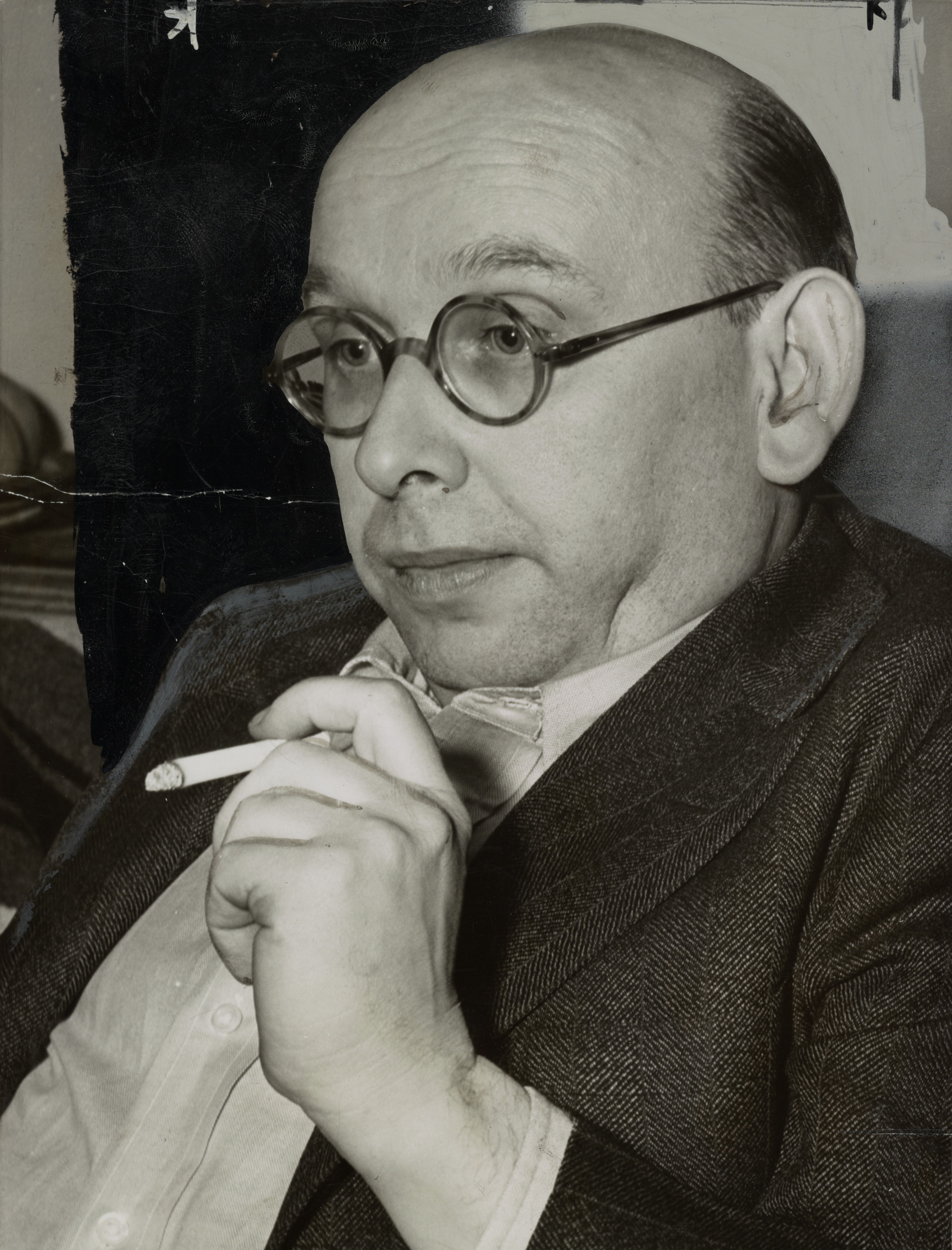
Hanns Eisler (1940)

Hanns Eisler (geb. 6. Juli 1898 in Leipzig als Johannes Eisler; gest. 6. September 1962 in Ost-Berlin) war ein österreichischer Komponist. Er hinterließ neben seinen musikalischen Werken eine Reihe musiktheoretischer und einflussreicher politischer Schriften, aber auch ein Libretto.
Eisler gilt neben Alban Berg und Anton Webern als einer der später bekannteren Schüler Arnold Schönbergs. Er wird – trotz zeitweiliger inhaltlicher Differenzen zu seinem Lehrer – der Wiener Schule zugerechnet. Er war politisch und künstlerisch gesehen der engste Weggefährte des Dramatikers und Lyrikers Bertolt Brecht, mit dem er von Ende der 1920er Jahre bis zu dessen Tod persönlich und musikalisch verbunden war. Einige seiner bekanntesten Werke hat er gemeinsam mit Brecht geschaffen. Eisler hinterließ Klavier- und Orchesterwerke, eine Reihe kammermusikalischer Kompositionen, zahlreiche Bühnen- und Filmmusiken sowie über 500 Lieder, die vom Arbeiterlied bis zum zwölftönig komponierten Kunstlied reichen. Zusammen mit Theodor W. Adorno schrieb er in den 1940er Jahren ein für die damalige Zeit als Standardwerk einzustufendes Buch über Filmmusik, Komposition für den Film. Hanns Eisler entwickelte ab 1954 mit dem Tänzer und Choreographen Jean Weidt die heute noch beliebten „Störtebeker-Festspiele“ in Ralswiek auf der Insel Rügen.
Wegen seiner jüdischen Herkunft und seiner kommunistischen Überzeugung war Eisler während der 1930er und 1940er Jahre im Exil. Nach kurzen Aufenthalten in verschiedenen europäischen Staaten bildeten vor allem Mexiko und die USA seine wichtigsten Stationen als Exilant. Er hatte Professuren an den Universitäten von New York und Los Angeles. In der Anfangsphase der Ära des Kalten Krieges wurden gegen ihn und seinen Bruder Gerhart Eisler 1947 die ersten beiden Verfahren vor dem Komitee für unamerikanische Umtriebe nach dem Zweiten Weltkrieg durchgeführt. Dies führte zur Ausweisung Hanns Eislers aus den Vereinigten Staaten und zu seiner Rückkehr nach Europa – über Prag zuerst nach Wien und dann weiter nach Berlin.
Von 1949 bis zu seinem Tod lebte Eisler im Ostteil Berlins, wo er bis zuletzt die Meisterklasse für Komposition an der Deutschen Akademie der Künste leitete. Anlässlich seines Todes widmete ihm 1964 die von der Deutschen Akademie der Künste herausgegebene Literaturzeitschrift Sinn und Form ein Sonderheft, das u. a. die Rede in der Trauerfeier von Alexander Abusch, Korrespondenz u. a. mit Bertolt Brecht und Arnold Schönberg, weitere Beiträge zahlreicher Freunde und eigene Texte von Eisler enthielt (darunter Hanns Eisler vor dem Komitee zur Untersuchung unamerikanischer Tätigkeit).
Eisler ist der Komponist der DDR-Hymne, wofür er den Nationalpreis erster Klasse erhielt. Das Verhältnis der DDR-Staatsführung zu Eisler war trotz seines hohen Ansehens wechselhaft. Er blieb bis zu seinem Lebensende österreichischer Staatsbürger.
Eislers Grab befindet sich auf dem Berliner Dorotheenstädtischen Friedhof. Der Lyriker Jens Gerlach widmete ihm in Dorotheenstädtische Monologe ein Gedicht.

## Geburt und Kindheit

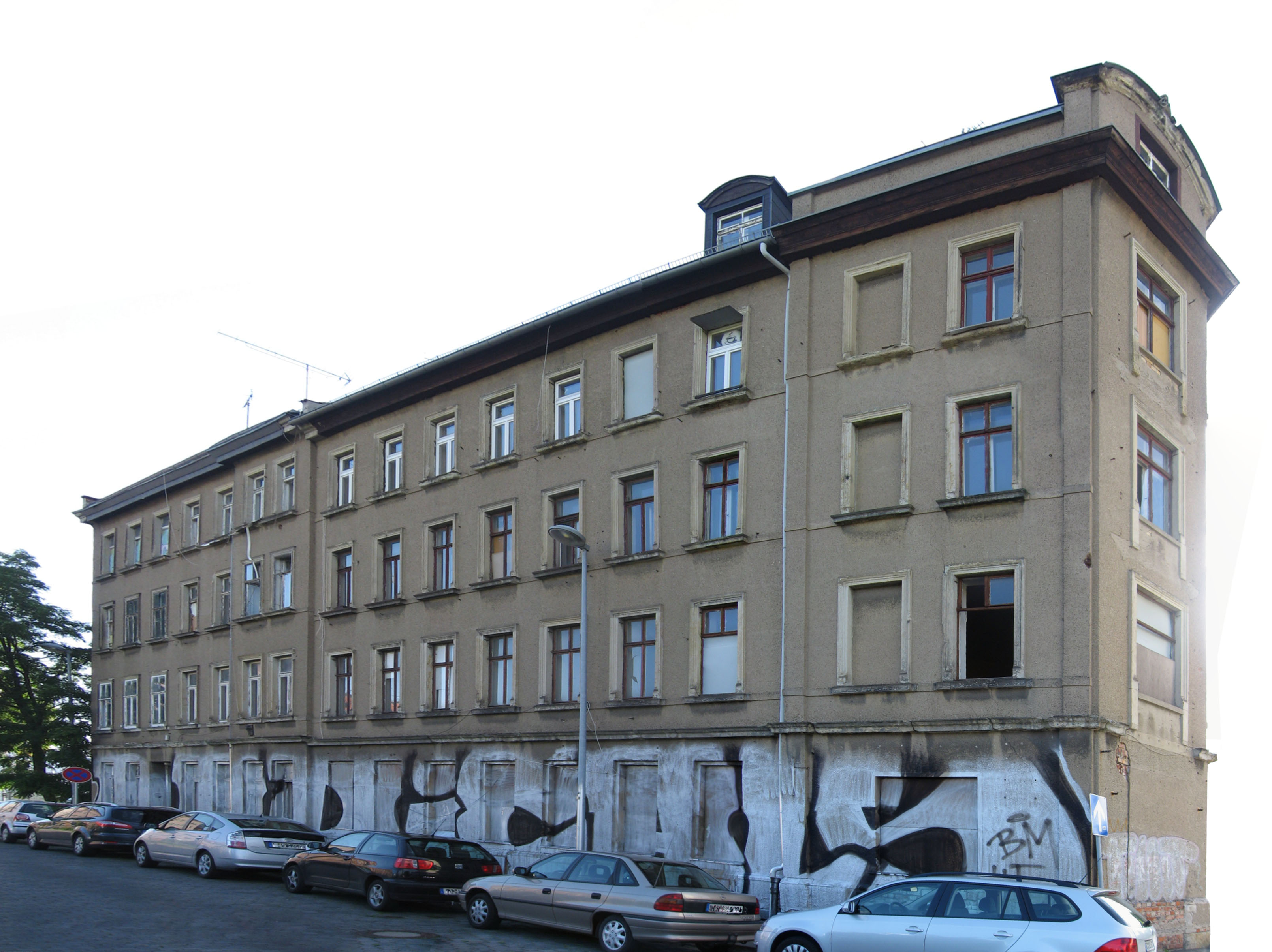
Hanns Eislers Geburtshaus in Leipzig, Hofmeisterstraße 14 (links), 2009

Geboren in Leipzig als drittes Kind des österreichischen Philosophen Rudolf Eisler (1873–1926) und der Ida Maria Eisler, geborene Fischer (1876–1929) wuchs er in bildungsbürgerlichen, jedoch, wie er selbst schreibt, in sehr dürftigen Verhältnissen auf. Im Geburtenregister ist sein Vorname als Johannes eingetragen. Eisler selbst nannte sich später „Hanns“. Sein Vater, ein Atheist, stammte aus einer alteingesessenen böhmisch-jüdischen Bürgerfamilie, seine Mutter, eine Fleischerstochter, aus einer schwäbischen Bauernfamilie. Ihr Vater war Sozialist und ein begeisterter Verehrer von August Bebel. Es war weder Geld für Musikunterricht noch ein eigenes Klavier vorhanden. Eisler musste sich die musikalischen Kenntnisse selbst beibringen.
Seine beiden älteren Geschwister waren Elfriede, die sich später Ruth Fischer nannte (1895–1961) und in den 1920er Jahren kurze Zeit Vorsitzende der Kommunistischen Partei Deutschlands (KPD) war, und Gerhart Eisler (1897–1968), der später führende Funktionen beim Rundfunk der DDR innehatte.
Das Geburtshaus von Eisler in der Leipziger Hofmeisterstraße 14 befand sich unmittelbar gegenüber dem damaligen Krystallpalast. Jahrzehntelang dem Verfall preisgegeben, wurde es inzwischen saniert und 2017 eine Gedenktafel für Hanns Eisler an seinem Geburtshaus enthüllt.

## Kinder- und Jugendjahre in Wien (1901–1916)
Im Jahre 1901 zog die Familie nach Wien. Als Atheist konnte Rudolf Eisler keine Stelle an der Universität Wien erhalten und ernährte die Familie als Privatgelehrter und mit Unterstützung seines Bruders, der Rechtsanwalt war.
Hanns Eisler besuchte von 1904 bis 1908 die Volksschule im dritten Wiener Gemeindebezirk. Zu Hause wurden die Kinder schon sehr früh mit Musik vertraut gemacht. Der Vater sang und spielte Klavier. Am katholischen Rasumofsky-Gymnasium in der damaligen Sophienbrückengasse (heute Kundmanngasse) begann sich Hanns Eisler intensiver mit Musik zu beschäftigen. Seine ersten Kompositionen schrieb er mit zehn Jahren.
„Mein Studium begann eigentlich, als ich mir mit 10 Jahren aus Reclams Universal-Bibliothek eine allgemeine Musiklehre von Herrmann Wolff kaufte“.
All dies geschah ohne Klavier oder bei Freunden, da sich sein Vater das Leihklavier aus finanziellen Gründen nicht mehr leisten konnte. Diese frühen Kompositionen sind verlorengegangen, erste Werke sind erst aus dem Jahre 1917 bekannt. Mit 14 begann Eisler, Konzerte und Opern zu besuchen.
Eisler war trotz seiner etwas dicklichen und kleinen Statur ein begeisterter Fußballspieler auf der Jesuitenwiese im Wiener Prater, nahe der elterlichen Wohnung in der Schüttelstraße 19a.
Das Gymnasium absolvierte Eisler eher mit Unlust, seine Zeugnisse waren gerade genügend. Darin wurde seine Religionszugehörigkeit als „konfessionslos, ausgetreten aus dem Judentum 1914“ beschrieben. Einzig die Note in Turnen war „gut“.
Mit 14 Jahren trat Eisler der Organisation der sozialistischen Mittelschüler bei, Albrecht Betz beschrieb ihn später folgendermaßen: „Eislers später berühmte Schlagfertigkeit und sein Witz, die ungewöhnliche Rasanz seiner Denk- und Sprechweise, die Lust an Divergenzen und Widersprüchen, dürfte er bereits im Sprechclub der sozialistischen Mittelschüler trainiert und ausgebildet haben.“

## Kriegsjahre (1916–1918)

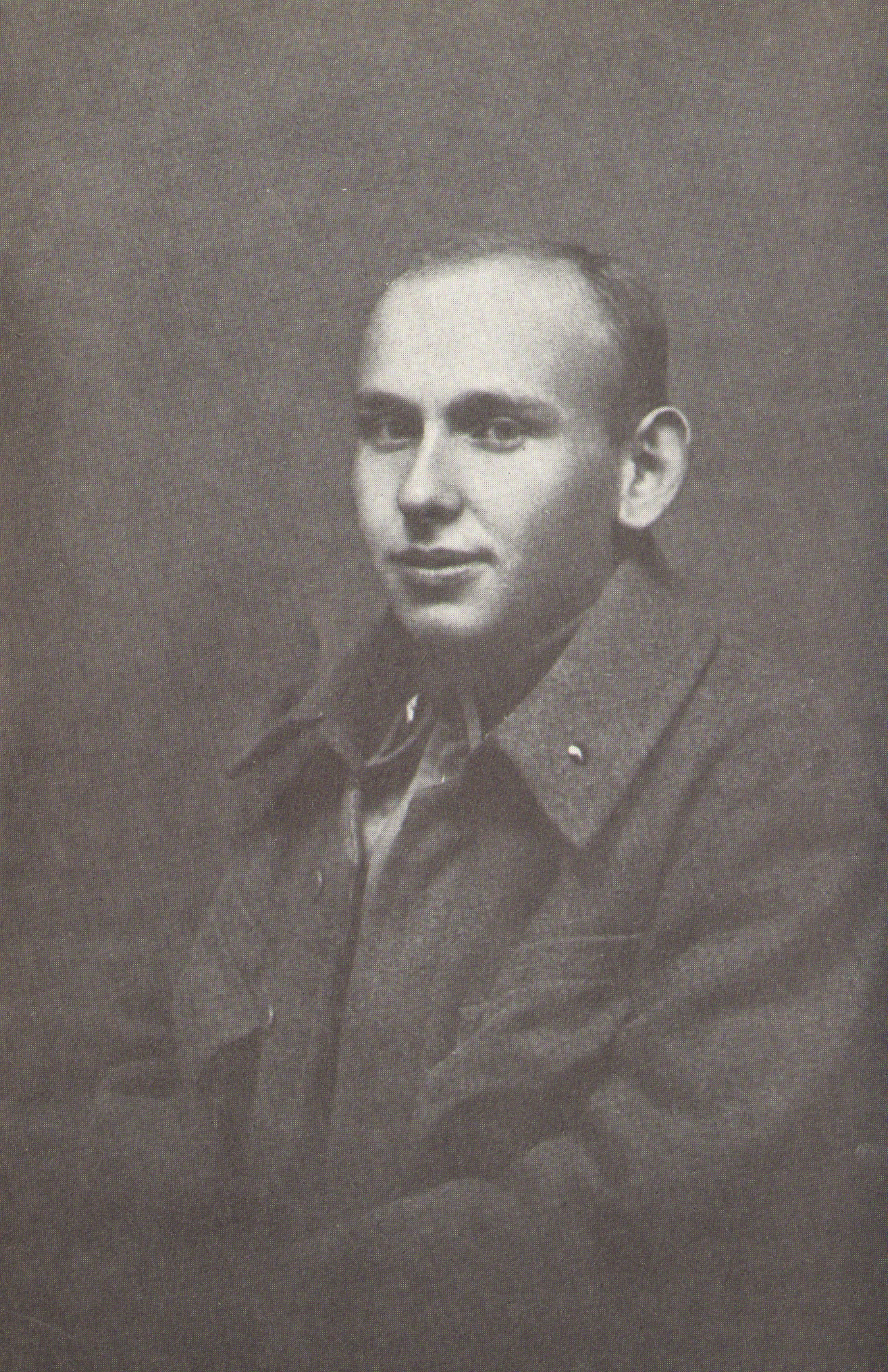
Hanns Eisler, 1917

1916 endete Eislers Schulzeit mit dem Abschluss der Obersekunda, somit ein Jahr vor der Matura, als den Achtzehnjährigen der Einberufungsbefehl erreichte.
Da sein Bruder Gerhart 1914 eine Antikriegszeitschrift herausgab, galt die ganze Familie als politisch verdächtig und wurde von der Geheimpolizei observiert. Eisler wurde in ein ungarisches Infanterieregiment berufen, nachdem er in der Reserveoffiziersschule Wrschowitz, einem Vorort von Prag, zweimal wegen Befehlsverweigerung bestraft worden war.
Eisler empfand diese Zeit als körperlich äußerst anstrengend, da er von kleiner Statur war. Außerdem wurde ihm immer wieder seine aktenkundige „politische Unzuverlässigkeit“ als Sozialist vorgeworfen. Dass er in einem ungarischen Regiment dienen musste, hatte damit zu tun, dass durch die dort herrschenden Sprachunterschiede eine mögliche politische Agitation von Eisler unterbunden werden sollte.
Während dieser zwei Jahre widmete sich Eisler in seiner freien Zeit dem Komponieren. Das Oratorium Gegen den Krieg, das er später nach den Regeln der Zwölftontechnik umschrieb, hatte er bereits vor seiner Kriegszeit begonnen. Die weitere Arbeit ging in den Kriegsereignissen verloren. Damals zeigte sich erstmals sein Interesse an fernöstlicher Lyrik.
1917 kam es zur Oktoberrevolution in Russland. Eisler schrieb, dass die Soldaten die Nachricht mit Begeisterung aufnahmen, vor allem weil die Erwartung stieg, dass der Kriegsdruck durch den Ausstieg der Russen als Kriegsgegner verringert wurde. Es dauerte jedoch noch fast ein weiteres Jahr, bis Eisler nach Hause zurückkehren konnte. Aus dem Jahr 1917 stammt das früheste noch vorhandene Fragment einer Arbeit von ihm, Dumpfe Trommel und berauschtes Gong sowie von 1918 Die Mausefalle und Von der Armut und vom Tode.

## Nach dem Ersten Weltkrieg (1918–1919)
Die Rückkehr nach Wien im Dezember 1918 war für Eisler sehr zwiespältig. Seine Bindung zum Elternhaus war gelöst. In der Löwengasse, in der Wohnung seiner Eltern, fühlte er sich als Gast. Er musste, wie Tausende andere, vorerst in ungeheizten Baracken leben und hatte kaum Geld, sich Zivilbekleidung zu besorgen. Die Republik Österreich wurde am 12. November ausgerufen, allerdings strahlte die russische Oktoberrevolution stark nach Wien hinein. Die Sozialdemokratie entsprach jedoch nicht der Vorstellung vieler Heimkehrer von nachhaltiger Veränderung.
Auf dem Höhepunkt der Novemberrevolution in Deutschland, kurz vor der Errichtung der Bayerischen und der Ungarischen Räterepublik, wurde in Wien am 3. November 1918 die erste und älteste Kommunistische Partei Westeuropas gegründet, die Kommunistischen Partei Österreichs (KPÖ). Eislers Schwester Elfriede war dort Mitglied der Roten Garden, sie musste nach der Besetzung einer Zeitungsredaktion für mehrere Wochen ins Gefängnis. Eislers Bruder Gerhart trat ebenfalls der Kommunistischen Partei bei.
Seine Schwester Elfriede war seit 1915 mit dem Journalisten Paul Friedländer verheiratet und hatte mit diesem ein Kind, Friedrich Gerhart. Sie sah keine Möglichkeit, ihre politische Vorstellung einer radikalen Umwälzung in Wien zu verwirklichen, und ging nach Berlin, wo sie sich Ruth Fischer nannte und damit den Geburtsnamen ihrer Mutter annahm. Gerhart Eisler folgte ihr kurz darauf.
Hanns Eisler zog mit seiner Freundin, der Lehrerin Irma Friedmann, in Militärbaracken im Wiener Stadtrandviertel Grinzing; dort befand sich, wie es einmal beschrieben wurde, „das halbe ZK der kommunistischen Partei Ungarns“. Eisler lebte mit dem Schriftsteller Béla Illés und dem Philosophen Georg Lukács zusammen.
Irma Friedmann mietete ein Klavier, Eisler trug Lieder vor, und sie begleitete ihn. Anfang 1919 schrieb sich Eisler, der bisher Autodidakt war, am Neuen Wiener Konservatorium für das Studium der Komposition ein. Zusätzlich nahm er Klavierunterricht. Sein Talent und seine Kenntnisse in Harmonielehre waren ausreichend, um in die Kontrapunktklasse von Professor Karl Weigl aufgenommen zu werden.

## Lehrjahre bei Arnold Schönberg (1919–1924)
Bei einem Heimaturlaub hatte Hanns Eisler das erste Mal ein Konzert von Schönberg gehört. Es war dessen 1. Kammersinfonie, die Schönberg selbst dirigierte. Eisler schrieb später, dass diese Musik großen Eindruck auf ihn gemacht hatte.
Eisler war auf Vermittlung von Joseph Trauneck ein Privatschüler von Schönberg geworden, der sein Talent erkannte und ihn ohne Honorar aufnahm. Eisler fuhr zweimal wöchentlich mit der Badner Bahn nach Mödling. Oftmals gab es keinen Strom, daher mussten die Schüler in der Nacht 15 Kilometer entlang der Gleise zu Fuß nach Wien zurückgehen. Seine Mitschüler in dieser Zeit waren Max Deutsch, Joseph Trauneck, Karl Franz Rankl, Erwin Ratz und Jascha Horenstein.
Der Unterricht bei Schönberg gestaltete sich sehr streng nach klassischen Regeln und nach den Vorgaben der Werke Bachs, Brahms’ und Beethovens. Es war für Schönberg selbstverständlich, dass die Schüler ihn mit Meister anredeten. Schönberg war zu diesem Zeitpunkt 45, Eisler 21 Jahre alt. Nach kurzer Zeit wurde Eisler Schönbergs Lieblingsschüler, Eisler berichtete, dass er sogar einige Zeit in Schönbergs Haus wohnte. Er verschaffte Eisler eine, für sein Weiterkommen wichtige, Halbtagsstelle beim renommierten Musikverlag Universal Edition als Notenkorrektor.
In diese Zeit fiel eine andere wichtige Arbeit Eislers, die Leitung von zwei Wiener Arbeiterchören. Schönberg selbst hatte ehemals einen solchen geleitet. Eisler übernahm zuerst einen Chor der Wiener Siemens-Schuckert-Werke (Stahlklang) und nach deren Auflösung den Karl-Liebknecht-Chor in Wien-Floridsdorf. In diesem Chor wurden erstmals revolutionäre Lieder aus dem Osten gesungen, wie der Rotgardistenmarsch. Parallel dazu übernahm er noch einen weiteren Chor des Arbeitersängerbundes Elektra im 20. Wiener Gemeindebezirk.
Neben all diesen Tätigkeiten und dem Studium traf sich Eisler im noch heute existierenden Café Museum am Wiener Karlsplatz im sogenannten Schönbergkreis. Dort lernte Eisler die Sängerin und Kommunistin Charlotte Demant kennen, die Gesang und Musiktheorie bei Anton Webern studiert hatte. Am 31. August 1920 heirateten die beiden. Ende September desselben Jahres nahm Schönberg Eisler als Assistenten mit in die Niederlande, wohin er (bis März 1921) zu Kompositionskursen und Konzerten im Amsterdamer Concertgebouw eingeladen worden war.
Die Rückreise nach Wien führte Eisler über Berlin, um dort seinen Bruder zu treffen. Bei einem Künstlerempfang in der sogenannten Ukrainischen Botschaft traf er erstmals auf Bertolt Brecht, der die Legende vom toten Soldaten sang und sich selbst am Klavier begleitete, „mit Fäusten auf es einschlug“, wie Eisler beschrieb. Gerhart Eisler stellte ihn „als den Dichter aus München“ vor.
Im Herbst 1921 begann Eisler seine Lehrtätigkeit im Wiener Verein für volkstümliche Musikpflege, es war dies hauptsächlich musikalischer Grundunterricht für Arbeiter. Diese Zeit war für Eisler sehr bestimmend, da er sich – entgegen dem elitären Anspruch von Schönberg – die Frage stellte, für wen er Musik mache. Dies betrachtete Eisler als den Beginn seines Konflikts mit Schönberg. Es war nicht eine musikalische Frage, sondern eine weltanschauliche. Es trafen die, wie Eisler meinte, kleinbürgerlichen Ansichten Schönbergs auf die von Schönberg belächelten revolutionären Ansichten Eislers.
Eisler sah in der Musik eine soziale Funktion, während Schönberg seiner Meinung nach die Position des L’art pour l’art einnahm.
1922 begann Schönberg mit der Ausarbeitung seines Kompositionsverfahrens der Dodekaphonie, der Zwölftontechnik. Das nahm ihn sehr in Anspruch und deshalb verwies er einige Schüler, darunter Eisler, für einige Monate an Anton Webern. Eisler bat Schönberg jedoch brieflich alsbald um die Möglichkeit einer Rückkehr. In einem Empfehlungsbrief vom 6. April 1923 an Emil Hertzka, den Direktor der Universal-Edition, bezeichnete Schönberg Eisler bereits als ehemaligen Schüler. Vorangegangen war die Komposition einer Klaviersonate, die Eisler Schönberg im März 1923 vortrug. Diese gefiel Schönberg so sehr, dass er die Sonate auf das Programm eines Konzerts in Prag am 10. April setzte.
Der internationale Musik- und Bühnenverlag für klassische, romantische und zeitgenössische Musik Universal Edition in Wien hatte Schönberg bereits seit zehn Jahren unter Vertrag, ebenso wie Webern; Alban Berg erst später. Nach der erfolgreichen Aufführung seiner Klaviersonate in Prag wurde Eisler ebenfalls in das Verlagsprogramm aufgenommen, zur gleichen Zeit wie Kurt Weill, den er zu diesem Zeitpunkt noch nicht persönlich kannte. 1924 erschien das erste Werk Eislers in Zwölftontechnik, Opus 5 Palmström.
Am 10. Oktober 1924 wurde erstmals ein Werk von ihm in Wien aufgeführt. In einem Artikel von Erwin Ratz wird Eisler als „dritte kompositorische Begabung aus dem Schönbergkreis neben Berg und Webern“ bezeichnet.
Trotzdem war Eisler eine Anstellung als Musiker, Komponist oder Dirigent in Wien verwehrt. So war es für ihn sehr schwierig, seinen Lebensunterhalt zu bestreiten. Für eine Aufführung seiner Werke fuhr er nach Berlin in der Hoffnung, dort Kontakte knüpfen zu können. Eisler war dort nur in einem sehr kleinen Kreis bekannt, trotzdem nahm die Berliner Musikkritik seine aufgeführte Sonate positiv auf.

## Erste Jahre in Berlin (1925–1927)
Noch in Wien schrieb Eisler drei Männerchöre nach Worten von Heinrich Heine für den von Anton Webern geleiteten Wiener Arbeiter-Singverein. Er widmete sich intensiv dem Genre Männerchor, insbesondere dem Arbeitermännerchor, da er der Meinung war, dass Musik die Massen erreichen muss und nicht nur elitäre Zirkel. In diese Zeit fiel – eher unerwartet – die Verleihung des Kunstpreises der Gemeinde Wien, am 30. April 1925. Trotzdem war die wirtschaftliche Grundlage für Eisler in Wien weiterhin nicht gegeben. 1925 übernahm er einen Lehrauftrag am Klindworth-Scharwenka-Konservatorium und zog im Winter 1925 allein nach Berlin, seine Frau blieb in Wien. Sie behielten die Wohnung im 2. Wiener Gemeindebezirk, und er pendelte zwischen Berlin und Wien.
In einer Auseinandersetzung mit Schönberg um den Begriff Moderne Musik, die sich sehr heftig bis ins Jahr 1926 hinzog, als beide in Berlin lebten, kamen die unterschiedlichen Auffassungen über den eigentlichen Zweck der Musik zum Tragen. Eisler kritisierte Schönberg sehr heftig wegen seiner elitären Einstellung, Schönberg wiederum konnte Eislers Position der Abwendung von der elitären Rolle der Neuen Musik nicht akzeptieren und damit nicht die politische Haltung Eislers, die sozialistisch war und der Musik eine Funktion zuwies. Dieser Konflikt zog sich noch sehr lange hin, wie es in Briefen Schönbergs aus 1928 zu lesen ist.
In Berlin begannen 1925/1926 die sogenannten Goldenen Zwanziger, in einer Stadt, die zugleich das Zentrum der deutschen Arbeiterbewegung war. Eislers Geschwister waren zu dieser Zeit bereits einflussreiche Funktionäre der KPD. Ruth Fischer war 1921 von Friedländer geschieden worden. Seit 1924 war sie Reichstagsabgeordnete der KPD, wurde jedoch 1925 von der Partei – auf Anordnung der Moskauer Parteispitze – politisch kaltgestellt. Sie überwarf sich mit ihrem Bruder Gerhart, der zeitgleich, obgleich nur kurz, eine höhere Position als sie selbst in der KPD einnahm.
Hanns Eisler beantragte Anfang 1926 die Mitgliedschaft in der KPD, erhielt sie jedoch nicht und betrieb, wie er später vor dem Untersuchungsausschuss für unamerikanische Umtriebe aussagte, „diese ‚Angelegenheit‘ nicht weiter“, wodurch er in seinem Verständnis niemals Mitglied der Kommunistischen Partei wurde.
1925 begann Eisler ernsthaft mit dem Gegenentwurf zum herkömmlichen bürgerlichen Konzertbetrieb. In einem Zyklus von zehn Liedern, den Zeitungsausschnitten op. 11 (1925–27), arbeitete er mit Kinderreimen, Heiratsannouncen, Liebeslied eines Grundbesitzers usw. Theodor Adorno urteilt in den Musikblättern des Anbruch: „Die Lieder sind nach Frage und Antwort so außerordentlich, ihr Furor hat solche Kraft, ihre Prägung solche Schärfe, ihr Ton solche existente Substanz, dass nachdrücklich auf sie verwiesen werden muß. […] Die zentrale Gewalt der Lieder ist gesammelt in einem Willen, der Kunst durchbricht: die Welt zu verändern.“ Eisler betrachtete diese Lieder „als Abschied von der bürgerlichen Konzertlyrik“.
Beim Musikfest in Baden-Baden 1927 traf Eisler nun das zweite Mal auf Brecht, der dort das Mahagonny-Songspiel (den Vorläufer der Oper Aufstieg und Fall der Stadt Mahagonny) zur Uraufführung brachte. Es sollte aber noch drei Jahre dauern, bis es zu einer Zusammenarbeit kam.

## Kampfmusik – eine neue Musik (1928–1929)
Eisler beschäftigte sich in dieser Zeit nicht nur mit Kompositionen, es erschien zusätzlich ein außerordentlich umfangreiches Textwerk. 1927 veröffentlichte das KPD-Zentralorgan Die Rote Fahne seinen ersten Artikel zum hundertsten Todestag Ludwig van Beethovens. Mehr als 30 weitere Texte folgten bis 1929. In diesen Texten greift er die Borniertheit der bürgerlichen Kunst an und beschreibt deren schon begonnene Zersetzung.
Noch wurde Eisler als Vertreter der Schönbergschule gefeiert. Er selbst begab sich bereits auf die Suche nach der neuen, lebendigen Kultur in der Agitpropbewegung, beim Theater und in der Sängerbewegung. Er arbeitete ab November 1927 mit der Agitpropgruppe Das Rote Sprachrohr und war Musikkritiker für die Rote Fahne, sein erster Artikel erschien am 22. März 1927. An der Marxistischen Arbeiterschule (MASCH) hielt er Vorlesungen.
Vorbild waren ihm dabei die fahrenden Laienspiel- und Sprechchorgruppen, die sowjetischen Agitkas. Dieser Aufgabe widmete sich Eisler zunehmend als Komponist. Erwin Piscator lud ihn ein, für die Eröffnungsinszenierung des „Studios“ seines Theaters am Nollendorfplatz die Bühnenmusik zu schreiben (Franz Jung, Heimweh, Premiere am 8. Januar 1928, mit der Bühnenausstattung von John Heartfield). Für das Feuchtwangerstück Kalkutta, 4. Mai (Premiere 2. Juni 1928) wurde er um die Bühnenmusik gebeten. Mit der Ballade vom Soldaten kam es zur ersten Vertonung eines Gedichts von Brecht (1928).

## Arbeitersängerbewegung

### In Deutschland

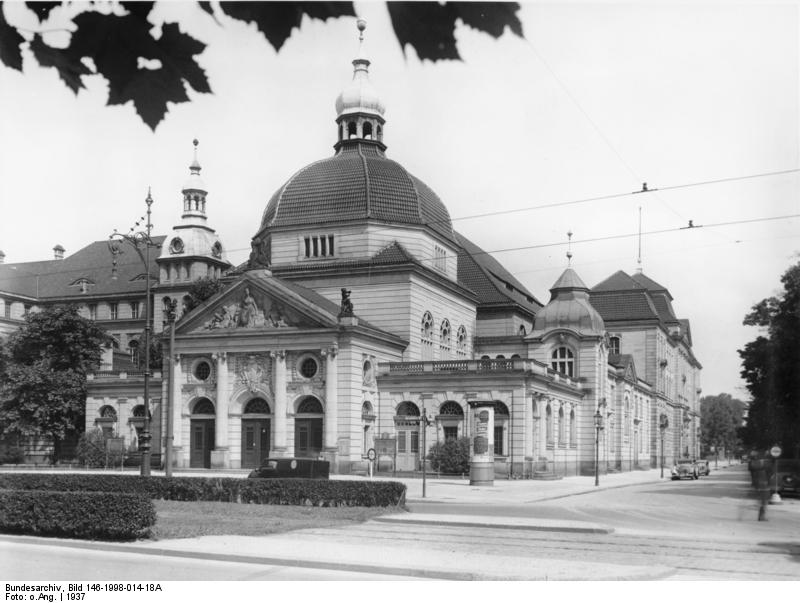
Hochschule für Musik, Hardenbergstraße

In dieser Zeit waren im Deutschen Arbeiter-Sängerbund mehr als 450.000 Mitglieder vereint. Überall, in der Stadt und auf dem Land, existierten Chöre mit teilweise sehr hohem Niveau. Gleichzeitig gab es nur sehr wenige politische Lieder. Das übliche Repertoire unterschied sich nicht besonders von dem bürgerlicher Gesangvereine.
Eislers Kampfmusikperiode begann mit den Vier Stücken für gemischten Chor op. 13 (1928). Diese Stücke gingen parodistisch mit den Themen Religion, Natur und Liebe um und endeten mit einem Zitat aus der Internationale. Für die Aufführung seiner Stücke gibt Eisler, genauso wie es üblicherweise Brecht tat, genaue Vorgaben, wie in den Vier Stücken für gemischten Chor Op. 14.2:

„Dieses Lied singt man eigentlich am besten so: Zigarette im Mundwinkel, Hände in den Hosentaschen, leicht grölend, damit es nicht zu schön klingt und niemand erschüttert wird.“

Aus diesen Gründen waren viele, vor allem die neuen Werke Eislers dieser Periode, nicht mehr für den bürgerlichen Konzertanspruch geeignet. In weiterer Folge entstanden Lieder, die als Auf den Straßen zu singen aufgeführt wurden. Diese wurden trotzdem 1929 im Konzertsaal der Hochschule für Musik in Berlin uraufgeführt.
Unter anderem schrieb Eisler ein Werk nach dem Text des legendären amerikanischen Protestsängers Joe Hill, der 1915 nach zweifelhaftem Verfahren wegen Mordes angeklagt und hingerichtet worden war. Der Erfolg war überwältigend. Obwohl es sich um Laienchöre handelte und die Kompositionen für Chor von Eisler generell eine große Aufgabe darstellten, wurden die Lieder von zahlreichen Arbeiterchören übernommen.

### Eislers Verständnis von einem Chormeister und vom Arbeiterchor
Eisler beschrieb 1933 in einem Typoskript seine Vorstellung von der Beziehung des Chores zu seinem Chormeister ganz genau. Er schilderte damit seine Erfahrung mit der bisherigen Chorbewegung, in welcher der Chormeister fast ausschließlich die Richtung und vor allem das Repertoire bestimmte:

„2. Der Chormeister ist im Arbeitergesangsverein nicht nur ein Angestellter und künstlerischer Diktator, sondern auch ein Funktionär. Es ist die Aufgabe im Chor, den Chormeister politisch zu erziehen und von den politischen Aufgaben der Arbeiterklasse aus die künstlerischen Intentionen des Chormeisters zu kritisieren. Wir wissen, welch ungeheuren miserablen Einfluß ein spießbürgerlicher Chormeister auf die Arbeitersänger haben kann.

3. Ein Arbeiterchor soll nicht in seinen Konzerten die Haltung eines „Kollektivcarusos“ einnehmen, der seinen Bekannten und Verwandten ein schönes Liedlein vorsingt, um sie in süße Träume zu versetzen. Ein Arbeiterchor muß sich über die Verantwortung, die er mit jeder seiner Veranstaltungen vor dem proletarischen Publikum übernimmt, mindestens so Rechenschaft geben wie ein Referent in einer politischen Versammlung […]“

### Eisler und Karl Kraus
Über die proletarischen Kampflieder hinaus komponierte Eisler 1929 die Bühnenmusik für den Epilog zu Die letzten Tage der Menschheit von Karl Kraus’ Die letzte Nacht. Die Uraufführung, die einzige Aufführung des Stücks, fand am 15. Januar 1930 auf der Versuchsbühne des Theaters am Schiffbauerdamm statt und begann um Mitternacht. Die Leitung hatte Heinrich Fischer, Regie führte Leo Reuss. Darsteller waren unter anderen Paul Morgan und Theo Lingen. Dies war die einzige Zusammenarbeit Eislers mit Kraus.

### Eisler und Ernst Busch
1929 kam es zur ersten Begegnung mit Ernst Busch im Stück Der Kaufmann von Berlin von Walter Mehring in der Inszenierung von Erwin Piscator. Gleich damals kam es zu Konflikten, da Busch nie anwesend war, wenn es die Proben erforderten. Trotzdem war es aber der Beginn einer sehr langen und fruchtbaren Zusammenarbeit, vor allem gemeinsam mit Brecht. Diese Zusammenarbeit ging bis zur letzten Theaterrolle, die Busch im Dezember 1957 übernahm, bevor er sich aus Krankheitsgründen von der Bühne verabschiedete. Unzählige Lieder wurden Busch von Eisler sozusagen auf den Leib komponiert, da dieser auch mit unzähligen Textvorschlägen an Eisler herantrat. Diese Zusammenarbeit bewirkte eine weitere Verstärkung der Wirkung der Kampflieder.
In dieser Zeit entstanden die ersten Schellackplatten mit Eisler-Musik, gesungen von Ernst Busch. Vor allem das Lied Roter Wedding wurde weit über die Grenzen Berlins hinaus populär. 1931 wurde diese Platte Gegenstand des sogenannten Schallplattenprozesses, die Anklage lautete auf „Aufreizung zum Klassenhass“ sowie „Aufreizung zu Gewalt und Verächtlichmachung der republikanischen Staatsform“. Neben der Verhängung von Geldstrafen wurde die Platte selbst verboten, Restbestände mussten vernichtet werden.
Die populärsten Stücke von Eisler für Busch waren Kominternlied, Roter Wedding, Stempellied (Text Robert Gilbert), Seifenlied und das Solidaritätslied. Die Gründe für die hohe Popularität dieser Musikform ist aus der Situation des Jahres 1929 zu erklären. Die Weltwirtschaftskrise traf zuallererst die Arbeiter und deren Familien. Hunger und Obdachlosigkeit nahmen in beängstigendem Ausmaß zu.
Eislers Anspruch an die Kampflieder war, dass sie eine klare Aussage haben müssen und jederzeit und überall gesungen werden können, im Chor genauso wie einstimmig.
Trotz der Erfolge blieb Eislers finanzielle Situation angespannt. Sie besserte sich erst durch die Einnahmen von den Filmkompositionen und vor allem dadurch, dass die bürgerlichen Schallplattenunternehmen die Arbeitermusik als Umsatzchance entdeckten. Als Delegierter der kommunistischen Interessensgemeinschaft für Arbeiterkultur reiste Eisler 1930 das erste Mal nach Moskau.

## Eisler und Brecht (1930–1932)
Eisler und Brecht trafen sich beim jährlichen Kammermusikfestival Neue Musik Berlin 1930. Sie waren gleichen Alters, von ihren Fähigkeiten überzeugt und beide gewillt, ihre Vorstellungen von Ästhetik und Politik durchzusetzen.

### „Die Maßnahme“

#### Entstehung und Verbreitung
Das gemeinsame Lehrstück Die Maßnahme, eine Neuaufbereitung des Stückes Der Jasager, das Brecht für dieses Festival als Auftragswerk schrieb, wurde von der Festspielleitung wegen politischer Bedenken abgelehnt. Weill zog daraufhin aus Solidarität sein Stück Die Jasager ebenfalls zurück. Eisler begann im Juli 1930 die kompositorische Arbeit im Hinblick darauf, ein Stück zu schreiben „für diejenigen, für welche es bestimmt ist, und die alleine eine Verwendung dafür haben: von Arbeiterchören, Laienspielgruppen, Schülerchören und Schülerorchestern, also von solchen, die weder für Kunst bezahlen, noch für Kunst bezahlt werden, sondern Kunst machen wollen.“
Die Maßnahme war das erste große Werk für die Arbeitersängerbewegung, bisher gab es nur einzelne Lieder. Für die Uraufführung studierten drei Berliner Großchöre das Werk ein (zum größten Teil ungeschulte Stimmen und ohne Kenntnisse der Notenschrift), dazu noch die Solisten Anton Maria Topitz, Ernst Busch, Helene Weigel und Alexander Granach. Die Chöre waren bis spät in die Nacht beschäftigt, da die Mitglieder am Tage einer regulären Arbeit nachgingen. Die Uraufführung fand in der alten Berliner Philharmonie in der Bernburger Straße am 13. Dezember 1930 statt. Die Aufführung begann – ungewöhnlich – erst um 23:30 Uhr. Hanns Eisler sang selbst im Chor mit. Das Werk wurde von den Arbeitern begeistert aufgenommen, jedoch von der KPD wegen „seiner idealistischen Grundeinstellung“, von bürgerlichen Stimmen wegen Aufreizung zum Klassenkampf kritisiert. Dem Programmheft war ein Fragezettel beigefügt, den das Publikum einsenden sollte, wovon rege Gebrauch gemacht wurde. Eine Woche später fand in einer Schule eine Diskussionsveranstaltung statt. Davon ausgehend kam es zu Änderungen am Text und insgesamt drei weiteren Fassungen. Ebenso erweiterte und änderte Eisler die Partitur. Es gab bis 1932 mehrere Aufführungen in Deutschland, in Leipzig waren 300 Chorsänger auf der Bühne.
Durchwegs positiv, teilweise euphorisch war die Musikkritik von beiden Seiten, der proletarischen und der bürgerlichen. Das Drama Die Maßnahme wird hier deshalb so ausführlich beschrieben, weil es eine der bedeutendsten Kompositionen Eislers darstellt – vor allem deshalb, weil es bis heute, aufgrund eines Aufführungsverbots durch Bertolt Brecht nach 1945 und später durch die Brecht-Erben, nur ganz wenigen Menschen bekannt ist. Brecht befürchtete zu Recht, dass dieses Werk im gerade beginnenden Kalten Krieg als Beweis für Grausamkeit der kommunistischen Sache verstanden worden wäre. Ruth Fischer hatte gerade in ihrem Buch Stalin and the German communism Brecht als „Minnesänger des Kommunismus“ kritisiert und gleichzeitig darin mit ihren Brüdern Gerhart und Hanns abgerechnet. Dieses Buch trug wesentlich zu den Aufführungsverboten von Brecht bzw. Eisler in den 1950er und 1960er Jahren bei.
Die letzte Aufführung in Deutschland gab es am 23. Januar 1932 im Reichshallen-Theater in Erfurt. Im Stück selbst gibt ein chinesischer Arbeiterführer die Weisung, die Fabrik zu stürmen. Das nahm die anwesende Polizei zum Anlass, die Aufführung wegen „Aufreizung gegen den Staat“ zu unterbrechen. Bei der gewaltsamen Räumung des Saales kam es zu Tumulten und einigen Verhaftungen. Damit endete die Aufführungsgeschichte der Maßnahme in Deutschland.
Die erste Wiederaufführung gab es 1987 in London, die erste deutsche Wiederaufführung 1997 im Berliner Ensemble. Anfang 2002 kam es in Wien zu zwei Aufführungen im Jugendstiltheater am Steinhof, die, trotz guter Leistung und gelungener Inszenierung, wegen der heutigen Nichtbekanntheit des Werks weitgehend unbeachtet blieben. Mit der Aufzeichnung einer Aufführung bei den 12. Dresdner Tagen der zeitgenössischen Musik am 3. Oktober 1998 im Festspielhaus Hellerau unter der Leitung von Johannes Kalitzke existiert nur eine Aufnahme (MDR Klassik 2012), der Text selbst erschien schon 1955 bei Suhrkamp.
Das Aufführungsverbot betraf vor allem die Musik Eislers, da der Text selbst in den Brecht-Ausgaben ständig verfügbar war.

#### Merkmale geistlicher Musik
Text und Musik der Maßnahme weisen Merkmale geistlicher Musik auf. Die Verwendung von Eingangschor, Arien, Rezitativen, kanonischen und homophonen Chorsätzen sowie kirchentonartlichen Wendungen sind im Vergleich zu den anderen Lehrstücken Brechts einmalig. Mehrere deutliche Zitatbezüge auf bedeutende Werke geistlicher Musik verdeutlichen die Parallelen: Während sich der brechtsche Eingangstext an Johann Sebastian Bachs Johannes-Passion orientiert, kopiert Eisler in seiner Eingangsmusik die der Matthäus-Passion. Der Chor: Ändere die Welt, sie braucht es bezieht sich auf den Schlusschor des ersten Teils von Georg Friedrich Händels Israel in Ägypten.

### Politischer und künstlerischer Alltag
In diesen Jahren war der Brecht-Kreis sehr aktiv. Eisler lernte bereits 1929 Hedi Gutmann kennen, eine engagierte junge Kommunistin. Eisler: „Es war keine Kneipe zu klein, wo Ernst Busch, Helene Weigel, Brecht und ich nicht auftraten, und es gab keinen Saal zu groß und kein Theater zu vornehm, wo wir nicht ebenfalls auftraten.“ Immer wieder gab es, wie Brecht es ausdrückte, rasch etwas zu machen. So unter anderem die Rote Revue: Wir sind ja soo zufrieden … der jungen Volksbühne, als Gemeinschaftsarbeit von Brecht, Ernst Ottwalt, Erich Weinert, Eisler und Friedrich Hollaender. Aus dieser Revue kam das Bankenlied, Das Lied vom SA-Mann, Die Ballade zu § 218 und Das Lied des SA-Proleten.
Im Jahr 1931 bekam Eisler die ersten beiden Aufträge für Tonfilmmusiken (Das Lied vom Leben und Niemandsland). In der zweiten Hälfte des Jahres 1931 begann Eisler die Arbeit an zwei anderen Projekten mit Brecht, dem Bühnenstück Die Mutter und dem Film Kuhle Wampe oder: Wem gehört die Welt?.
Mit der Dramatisierung von Die Mutter (Gorki), Maxim Gorkis Roman über die vorrevolutionäre Maidemonstration in Nischni Nowgorod im Jahr 1902 zielten Brecht und Eisler direkt auf die Situation der Arbeiterbewegung in Deutschland. Eisler schrieb dafür neun Musiknummern. Die bekannteste daraus, Lob der dritten Sache, beschreibt den Kommunismus als Ausweg aus der bestehenden politischen Stagnation und der von den beiden starken Kräften, dem bürgerlichen Lager und der reformorientierten Sozialdemokratie, nicht lösbaren wirtschaftlichen Dramatik, Hunger, Arbeitslosigkeit und Erstarkung einer vierten Kraft, des Nationalsozialismus.
Die Uraufführung fand am 17. Januar 1932 in Berlin im Theater am Schiffbauerdamm mit Helene Weigel, Ernst Busch und Theo Lingen als Polizeikommissar statt. Dem Premierenabend folgten 30 weitere ausverkaufte Aufführungen, damit wurde die Mutter neben Die Mausefalle von Gustav von Wangenheim das erfolgreichste Stück des proletarischen Theaters vor 1933. Die letzte Aufführung erfolgte mit ständigen Unterbrechungen durch die Polizei, trotzdem spielte das Ensemble um Helene Weigel und Ernst Busch das Stück ohne Requisite und Kostüme bis zum Ende durch.
Das zentrale Thema des Films Kuhle Wampe oder: Wem gehört die Welt? ist Solidarität. Das bekannteste von Eislers Kampfliedern, das Solidaritätslied, erklingt im dritten Teil des Films. Brecht schrieb dazu den Text: „Vorwärts, und nicht vergessen“. Hauptdarsteller in diesem Film war Ernst Busch. Der Film wurde zu einem Massenerfolg in deutschen Kinos. Der Kinostart selbst wurde durch die deutsche Zensur behindert, deshalb fand die Uraufführung in Moskau statt.

## Exiljahre in Europa (1933–1937)

### Eisler in Moskau
Eisler hielt sich 1932 in Moskau auf, um mit dem Moskauer Staatsverlag für Musik über den Abdruck seiner Lieder zu verhandeln. Berichtet wurde von Änderungswünschen, die Eisler strikt ablehnte und womit er sich, als der Abdruck 1934 erschien, durchsetzte. Eisler bekam den Auftrag, die Musik zu Pesn o gerojach (Heldenlied) zu schreiben. Er war offensichtlich zu diesem Zeitpunkt in der Sowjetunion kein Unbekannter mehr. Das Buch für diesen Film stammte von Sergej Tretjakow, den Stalin 1939 hinrichten ließ. Eislers Freundin, Hedi Gutmann, bekam eine Stelle in Moskau beim Rundfunk. Sie wurde im Zuge der stalinschen Säuberungen 1938 zu 18 Jahren Straflager verurteilt und kam erst 1957 wieder nach Berlin zurück.
Ende 1932 war Eisler wieder in Berlin und schuf gemeinsam mit Brecht und Helene Weigel die Vier Wiegenlieder für Arbeitermütter. Das eindrucksvolle Lied: O Fallada, da du hangest (Ein Pferd klagt an) prangert die soziale und seelische Verkrüppelung des Menschen infolge der immer schlimmer werdenden wirtschaftlichen Not an.
Nur Wochen vor der Machtergreifung Adolf Hitlers entstand das Lied Der Marsch ins Dritte Reich mit den Zeilen „Es ist ein langer Weg zum Dritten Reiche, man sollt nicht glauben, wie lange sich das zieht“. Der Text zeigt die Fehleinschätzung der tatsächlichen Umstände in dramatischer Weise auf.

### Wechselnde Aufenthalte
Das Wesentlichste der darauffolgenden Exiljahre lässt sich am besten mit den Zeilen aus dem Gedicht von Brecht An die Nachgeborenen II beschreiben:

„Gingen wir doch öfter als die Schuhe

die Länder wechselnd.

Durch die Kriege der Klassen, verzweifelt

wenn da nur Unrecht war

und keine Empörung“

### Aus den Kampfliedern wurden Nazilieder und umgekehrt
In der Zwischenzeit hatten die Nazis erkannt, welch große Agitationskraft die Kampflieder der Linken hatten, der „Musikbolschewisten“, wie sie von den gesäuberten Arbeiterchorgruppen genannt wurden. Die meisten Arbeiter gaben den Chorgesang auf. Arbeiterliedgut wurde übernommen. Alfred Roth hat Dutzende dieser Adaptionen im Liedgut von NSDAP, SA, SS und HJ nachgewiesen. Meistens erfolgte eine Neuadaptierung, in die Musik wurde nicht eingegriffen. Diese Lieder waren so bekannt, dass vielfach auf den Notenabdruck verzichtet wurde, mit dem neuen Text wurde einfach auf die entsprechende Melodie hingewiesen.
Aus der Internationale wurde die Hitlernationale, zur Melodie von Brüder, zur Sonne, zur Freiheit wurde der Text zu Brüder, formiert die Kolonnen gesungen, aus dem Karl Liebknecht und Rosa Luxemburg gewidmeten Lied Auf, auf zum Kampf wurde Dem Adolf Hitler haben wir’s geschworen. Aus Roter Wedding wurde H.J. marschiert im Hitlerjugend-Liederbuch Unsere Fahne flattert uns voran.
Eisler selbst äußerte sich dazu 1935 aus Paris, Verbot und Beschlagnahmung von Eisler-Noten und -Schallplatten waren der nächste Schritt. In der Ausstellung Entartete Musik 1938 in Düsseldorf wurde Eisler ebenfalls präsentiert, mit einem als abschreckendes Beispiel angeprangerten Abdruck des Solidaritätsliedes.
Brecht emigrierte einen Tag nach dem Reichstagsbrand, Kurt Weill einen Monat später, Ernst Busch ging am 9. März nach Holland.
Der Kälbermarsch aus dem Jahre 1942 zeigt die eigentliche Position der Soldaten im Zweiten Weltkrieg, die freiwillig in die Schlacht zogen. Dieses politische Lied, Teil von Schweyk im Zweiten Weltkrieg aus dem Jahre 1943, war Brechts bittere Parodie auf das Horst-Wessel-Lied, das zu der damaligen Zeit den Rang einer zweiten Nationalhymne hatte und dessen Melodie Eisler im Refrain für diese Adaption nutzte.

### Wien
Mitte Januar 1933 fuhr Eisler nach Wien, das – nachdem ihn die Nachricht von der Machtübernahme Hitlers erreicht hatte – zur ersten Station seines Exils wurde. Er fuhr im Februar noch einmal nach Berlin zurück, offensichtlich um seine Wohnung aufzulösen und das dort befindliche Material nach Wien zu überführen.
Aus der Ehe mit Charlotte ging 1928 ein Sohn hervor, der Künstler Georg Eisler. Da Eisler sich aufgrund der langen Trennung und wegen seiner Beziehung zu Hedi Gutmann mit seiner Frau auseinandergelebt hatte, suchte er sich eine eigene Unterkunft, zwei Jahre später wurde die Ehe geschieden.
Am 19. März 1933 leitete Anton Webern ein Arbeiter-Sinfonie-Konzert im Wiener Konzerthaus, in dessen Rahmen auch Das Lied vom Kampf, eine Lied-, Chor- und Sprechmontage von Stücken aus Die Mutter und Die Maßnahme, zur Aufführung gelangte. Das Konzert fand zu einem Zeitpunkt höchster politischer Spannungen statt. Der österreichische Bundeskanzler Engelbert Dollfuß bereitete gerade die Ausschaltung des Parlaments vor, ein halbes Jahr später wurden alle politischen Parteien verboten (Austrofaschismus). Im Anschluss an das Konzert, bei dem Brecht und Helene Weigel anwesend waren, kam es zu einem spontanen Demonstrationszug, bei dem Kampflieder gesungen wurden. Der darauf folgende Zusammenstoß mit der Polizei war unvermeidlich.
Unmittelbar danach reiste Eisler in die Tschechoslowakei, wo ein neuer Filmauftrag auf ihn wartete. Es war ein Film über das Leben in der Karpato-Ukraine. Bei einem Besuch in der Hohen Tatra lernte Eisler eine junge Frau kennen: Louise (Lou) Jolesch geb. Gosztony, die Gattin eines Industriellen aus Iglau. Sie war wahrscheinlich die einzige Kommunistin in ihrem Wohnort Wiese, da es dort nur eine Stimme für die Kommunisten gab. Ende 1933 besuchte sie Hanns Eisler in Paris. Von 1934 an begleitete sie Eisler ständig, am 7. Dezember 1937 heirateten sie in Prag.

### Die Länder wechselnd
Eisler erreichte Ende März 1933 Paris. Er hatte viel zu tun (Filmmusiken, Einladung nach Antwerpen von Ernst Busch). Eisler setzte in dieser Zeit bei verschiedenen Projekten immer wieder eigene Musiken von früher ein, so im holländischen Film Nieuwe Gronden, der die Geschichte des Deichbaus der Zuiderzee beschrieb. So wie viele andere war Eisler gezwungen, schon allein des Broterwerbs wegen, Musik für Projekte zu komponieren, die ihn selbst nicht wirklich zufriedenstellten. So schrieb er im April 1934 über die Arbeit an dem Film Le grand jeu an Brecht: Er ist ein riesiger Erfolg geworden, obwohl es ein Scheißdreck ist, und sogar ich habe endlich hier auch eine glänzende Presse.
Brecht lebte zu dieser Zeit in Dänemark und schickte Eisler immer wieder Texte zum Bearbeiten. Es waren die Svendborger Gedichte. Mitte Jänner 1934 reiste Eisler zusammen mit Lou zum ersten Mal von Paris nach Skovsbostrand zu Brecht. Dort trafen sie am 12. Februar ein. Die Stimmung war gedrückt, gerade wurde im Radio über das Aufflammen der Februarkämpfe in Österreich berichtet. Damit war für Brecht und Eisler keine Aufführung in Österreich mehr möglich. Am 11. Februar, einen Tag vor Ausbruch der Kämpfe, fand in Wien das letzte Arbeiter-Sinfonie-Konzert nach 29 Jahren statt, es schloss mit Eislers Orchestersuite Nr. 3, Kuhle Wampe.
In den folgenden zwei Monaten, noch bevor Eisler wieder für drei Monate nach Paris zurückmusste, arbeiteten Brecht und Eisler intensiv an der Umarbeitung des Stücks: Die Spitzköpfe und die Rundköpfe oder Reich und reich gesellt sich gern.
Eisler traf im Juli wieder in Dänemark ein, gemeinsam arbeiteten sie weiter. Es entstanden die Ballade vom Wasserrad, Das Lied von der belebenden Wirkung des Geldes und Das Lied von der Tünche. Vor allem die ersten beiden waren sicher die besten gemeinsamen Arbeiten. Die Aufführung des Werks gestaltete sich als sehr schwierig, die Uraufführung fand erst 1936 in Dänemark in dänischer Sprache statt. Erst in den sechziger Jahren wurden diese Werke zum ersten Mal in Westdeutschland aufgeführt. Die Lieder und Balladen gehörten damals jedoch bereits zum festen Repertoire der meisten Brechtinterpretinnen.
Von Ende August an lebte Eisler mit Lou in London, wo er zusammen mit Ernst Busch die Kalifornische Ballade aufnahm; für die Produktion fuhren sie im Jänner 1935 kurz nach Holland. Grund dieses Aufenthalts war der Auftrag für den Historienfilm Abdul the Damned mit Fritz Kortner in der Hauptrolle.
Die KPD und die Komintern arbeiteten, zurückblickend auf die Fehler vor 1933, verstärkt auf eine antifaschistische Einheitsfront von Kommunisten und Sozialdemokraten hin und baten Brecht um einen Liedtext sowie Eisler um die Musik. Ende 1934 hatten Brecht und Eisler das Einheitsfrontlied in wenigen Tagen geschrieben, es wurde schnell bekannt und ist es bis heute.
Vom Februar bis Mai 1935 unternahm Eisler eine Konzert- und Vortragstournee durch die USA zugunsten der notleidenden Kinder der Saarflüchtlinge. Viele Kommunisten und Sozialdemokraten mussten 1935 nach der Abstimmung im Saarland das Land verlassen. Im Zuge dieser Veranstaltungen kam es zur Gründung einiger Hilfskomitees in den USA. Diesen gehörten verschiedene Intellektuelle und Künstler wie Hemingway, Chaplin, Aaron Copland, Charles Seeger und andere an.
Das Eröffnungskonzert in New York mit einem Chor mit 1000 Sängern musste wegen der großen Nachfrage zehn Tage später wiederholt werden. Insgesamt dirigierte Eisler in den USA über 30 Konzerte mit unterschiedlichen Sängern. Bei diesen Konzerten referierte Eisler über den deutschen Faschismus, die Krise der modernen bürgerlichen Musik und die neuen Aufgaben der Arbeitermusikbewegung. Danach folgte immer der musikalische Teil. Die Texte wurden ins Englische übersetzt. Auf dieser Tournee gab es etwa 60.000 Zuhörer, dazu kamen noch ungefähr 8000 beteiligte Sänger. Eisler lernte bei dieser Reise den Direktor der New York New School for Social Research kennen; dieser lud ihn als visiting professor for music für Komposition und für eine Vorlesungsreihe zum Thema Die Krise der modernen Musik im Wintersemester 1935/36 ein. Diese Einladung hat er auch teilweise umgesetzt. Gespräche über die Aufführung von Die Mutter und Die Maßnahme führte er mit Lee Strasberg vom Group Theatre. Während dieser Zeit schmiedete er einen Plan für eine umfangreiche Konzentrationslagersinfonie, die später als Deutsche Sinfonie verwirklicht wurde. Eisler und Lou fuhren im Mai 1935 wieder zurück nach Paris.

„Ich habe einen sehr interessanten Kompositionsplan[,] und zwar will ich eine große Symphonie schreiben, die den Untertitel ‚Konzentrationslagersymphonie‘ haben wird. Es wird auch in einigen Stellen Chor verwendet, obwohl es durchaus ein Orchesterwerk ist.“

### Lion Feuchtwangers „Exil“
Lion Feuchtwanger begann in Frankreich im Exil seinen Roman Exil, in dem der nach Paris emigrierte Komponist Sepp Trautmann die zentrale Figur ist. Dieser hatte einige Zeit seine kompositorische Arbeit niedergelegt und war mit politisch-publizistischer Arbeit im antifaschistischen Kampf tätig gewesen. Es ist anzunehmen, dass Feuchtwanger Eisler als Vorbild für diese Figur nahm, so erhielt Trautmanns Sohn im Roman den Vornamen Hanns.
Eisler selbst hielt es nicht lange in Paris, er reiste kurz nach London und im Juni 1935 zur 1. Arbeiter- und Gesangsolympiade, an der 70 Chöre und über 3000 Personen mitwirkten, nach Straßburg. Bei der Eröffnung erklang zum ersten Mal in Europa das Einheitsfrontlied, vorgetragen von Ernst Busch. Wie so oft endete auch diese Veranstaltung mit einem Festumzug und einem Handgemenge mit der Polizei, Eisler wurde kurzfristig inhaftiert. Eine Woche später fand das Nordböhmische Arbeitermusikfest in Liberec (Reichenberg) mit 15.000 Teilnehmern statt, an dem sich Eisler ebenfalls beteiligte.
Diese Arbeitermusikfeste waren zu einem großen Teil nicht von Arbeiterliedern und Kampfmusik geprägt. Darüber äußerte sich Eisler später gegenüber Brecht in großer Sorge.
Von Reichenberg aus reiste Eisler nach Moskau zum VII. Weltkongress der Komintern.

### Eisler bei den Interbrigaden
Nach einigen Vorträgen und Radioauftritten in Belgien, Frankreich und den Niederlanden Ende 1937 traf Eisler am 10. Januar 1938 im belagerten Madrid ein. International bekannt, wurde er dort herzlich begrüßt, und die Brigadeführung versprach sich von ihm und dem gleichzeitig anwesenden Ernst Busch große Unterstützung der bedrängten republikanischen Truppen und der Interbrigaden. Nach wenigen Tagen fuhr Eisler nach Murcia zur XI. Brigade. Das Thälmann-Bataillon war Teil dieser Brigade.
Die Musikalität und Gesangsfähigkeit der Brigadisten war so groß, dass Eisler in der Lage war, in kürzester Zeit einige neue Lieder zu komponieren und diese in angemieteten Sälen aufzuführen. Ein Teil der Sänger waren Verwundete und standen oder saßen mit ihren Verbänden auf der Bühne. „Schön wurde nicht gesungen, die Stimmen waren heiser durch die große Kälten in den Stellungen. Es wurde mit großer Begeisterung gesungen. So müssen die Bauern in den Bauernkriegen ihre Bundschuhlieder, so die Taboriten gesungen haben, so muß die Marseillaise das erste Mal geklungen haben“.
Zwei Wochen später verließ Eisler Spanien, ohne den ebenfalls dort anwesenden Ernst Busch getroffen zu haben, um sich in Svendborg in Dänemark bei Brecht der bereits begonnenen Deutschen Symphonie weiter zu widmen, dies für insgesamt acht Monate, eine lange Zeit an einem einzigen Ort, gemessen an Eislers sonstigem Reisepensum.

## Eisler in den USA (1938–1948)

### Anfangsschwierigkeiten
Bereits zum dritten Mal betraten Eisler und seine Frau Lou am 20. Januar 1938 amerikanischen Boden. Sie hatten nur ein für sechs Monate befristetes, nicht verlängerbares Besuchervisum, ausgestellt von der amerikanischen Botschaft in Prag. An sich hätten die Eislers aufgrund der Einladung als Visiting Professor ein Non-quota Visum beanspruchen können. Dies hätte ihnen viele bürokratische Hürden erspart, denen sie in den folgenden Jahren ausgesetzt waren.

### Lehrjahre als Immigrant
Obwohl Eisler bereits Tage nach seiner Ankunft seine Lehrtätigkeit an der New School for Social Research antreten konnte, war er aufgrund des niedrigen Salärs und der Tatsache, dass er keine größeren Mittel aus Europa mitbringen konnte, auf Hilfe durch Freunde und Hilfsorganisationen angewiesen. Dieses Schicksal teilte er mit vielen Emigranten, viele von ihnen begingen in der Immigration Suizid, wie 1939 Ernst Toller. Dieser verschaffte Eisler noch ein Arbeitsstipendium der American Guild for German Cultural Freedom, das seine dringlichsten Ausgaben decken konnte, so die Miete für ein kleines Appartement in der 57 West 11 Street in Greenwich Village, das sie bis 1939 bewohnten.
In dieser Zeit nutzte Eisler jede Gelegenheit, um Englisch zu lernen. Es gelang ihm jedoch nur unzulänglich. Sie selbst waren sehr gastfreundlich und luden häufig Freunde ein. Immer wieder setzte sich Eisler ans Klavier und spielte.
Ende Februar 1938 organisierten Freunde von der American Music League ein „Welcome Concert for Hanns Eisler“ an der New School for Social Research. Ebenso gab es bereits in den nächsten Monaten verschiedene Konzerte, die mehrfach von der New York Times zur Kenntnis genommen wurden. Seine Kontakte zur amerikanischen Arbeitermusikbewegung aus den Jahren 1935 setzte Eisler fort. Allerdings musste Eisler sehr vorsichtig sein, da jeglicher Kontakt von Immigranten zur Kommunistischen Partei der USA (CPUSA) streng untersagt und mit Ausweisung bedroht war.
Aus diesem Grund legte sich Eisler das Pseudonym John Garden zu, als er im Herbst 1938 zur Mitarbeit an einem künstlerischen Programm für eine geplante Lenin-Gedächtnisfeier zum 20. Jahrestag der Oktoberrevolution eingeladen wurde. Mit H. R. Hays entstand das Stück A Song about America, das im November 1938 im Madison Square Garden seine bejubelte Uraufführung hatte. Mit seinem Lied Sweet Liberty Land gelang Eisler das Gegenstück zum Einheitsfrontlied, es wurde zur Hymne der CPUSA (H. R. Hays). Diese Euphorie der amerikanischen Arbeiterbewegung bekam 1939 einen empfindlichen Rückschlag.
Ende 1938 schrieb Eisler streng zwölftonig die Filmmusik für Joris Ivens und Joseph Loseys Film The 400 Million, der den chinesisch-japanischen Krieg von 1937 zum Thema hatte. Es war das erste Mal, dass Eisler diese Technik für einen Film anwandte. Premiere war im März 1939 in New York. Wie oftmals später, verwendete Eisler Teile der Filmmusik, um diese in allgemein aufführbare Kammermusikstücke weiterzuentwickeln. So entstanden daraus unter anderem die häufig aufgeführten Fünf Orchesterstücke.

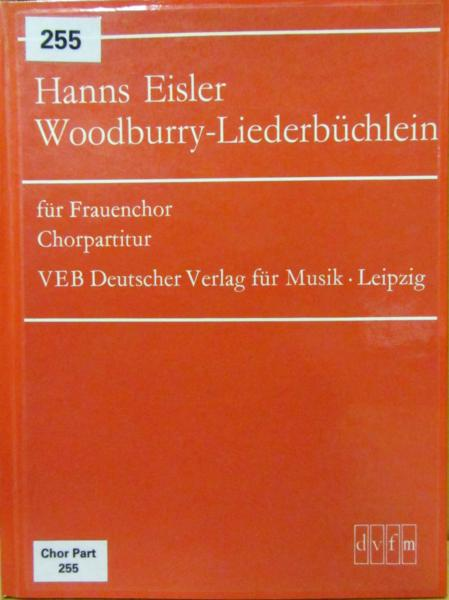
Einband der DDR-Ausgabe des Woodbury Songbooks

Im Sommer verbrachten die Eislers einige Zeit auf dem Anwesen des Kunst- und Musikhistorikers Joachim Schumacher in Woodbury unweit von New York City. Hier entstand auf Anregung von Schumacher und dessen Frau das Woodbury Songbook (in der deutschen Erstausgabe hieß es, mit falsch geschriebenem Ortsnamen, Das Woodburry Liederbüchlein).
In Woodbury begegnete Eisler wieder Ernst Bloch, dessen Frau Karola und ihrem einjährigen Sohn, die im etwa eine Autostunde von Woodbury entfernten Valley Cottage im Bundesstaat New York lebten. Das Zusammentreffen mit Bloch inspirierte Eisler zu seiner Kantate zu Herrn Meyers erstem Geburtstag.
Über die Mitwirkung von Eisler in einem politischen Kabarett im Theatre Arts Committee wurde berichtet, von seinen Kompositionen ist davon jedoch nichts bekannt. Joseph Losey erhielt anlässlich der bevorstehenden New Yorker Weltausstellung 1939 von der amerikanischen Ölindustrie den Auftrag, einen Puppentrickfilm zu schaffen. Der Name war Pete Roleum and his Cousins. Eisler machte dazu die Musik, und zwar so erfolgreich, dass sein Ruf gefestigt und er noch weiter bekannt wurde. Zur gleichen Zeit schrieb Kurt Weill die Musik für eine Attraktion der amerikanischen Eisenbahngesellschaften auf dieser Weltausstellung, Weill bezeichnete diese Musik als „Zirkusoper“.
Beide Musiker hätten es sich nicht träumen lassen, einmal im Auftrag des amerikanischen Großkapitals bzw. -monopols zu arbeiten, die Umstände des Exils zwangen sie jedoch dazu, und es waren für damalige Verhältnisse üppige Honorare. Eisler konnte der Uraufführung nicht beiwohnen, da er sich bereits in Mexiko-Stadt aufhielt. Als das Besuchervisum auslief, versuchte er, über einen Anwalt bei der US-Botschaft in Havanna ein Non-Quota-Visum zu bekommen, dessen Bearbeitung jedoch blockiert wurde. Eisler war bereits als Kommunist vorgemerkt, er war auf die Hilfe und Fürbitte einflussnehmender Freunde angewiesen. Dazu kam, dass sein Besuchervisum bereits einmal im Juni 1938 verlängert worden war. Das Hin und Her um das Immigrant Visa ging so weit, dass die damalige Präsidentengattin Eleanor Roosevelt beim Außenminister intervenierte (Memorandum for Hon. Sumner Welles: “Dear Sumner – This Eisler case seems a hard nut to crack. What do you suggest? Sincerely E.R.”). Die Situation für die Eislers war prekär, Havanna antwortete nicht und verzögerte die Bearbeitung, und die Besuchervisa liefen endgültig am 21. Januar 1939 ab. Die Ausweisung aus den USA wurde ihnen am 2. März offiziell verkündet. Mexiko, das zu dieser Zeit von dem progressiven Präsidenten Lázaro Cardenas regiert wurde und eine offen antifaschistische Außenpolitik betrieb, bot Eisler ein zwischenzeitliches Asyl und eine zeitweilige mexikanische Aufenthaltserlaubnis an, diese allerdings erst nach direkter Intervention von Freunden Eislers beim Präsidenten selbst.
Eisler kam am 12. April 1939 in Mexiko-Stadt an und gab im Mai 1939 ein Konzert im Theater Palacio de Bellas Artes. Er wohnte im gerade frei gewordenen Haus der türkischen Gesandtschaft. Dort verfasste er einige Kammermusikstücke und begann wieder einige Gedichte von Brecht zu vertonen, darunter die Elegie und den Spruch. Von Juni bis September hatte er einen Lehrauftrag zu den Themen Einführung in die moderne Harmonie und Moderne Instrumentation am Konservatorium der Stadt inne.
Im August erreichte Eisler die Nachricht vom Hitler-Stalin-Pakt, Anfang September begann der Einmarsch Deutschlands in Polen. Die Erteilung eines Immigrantenvisums für die USA wurde weiterhin verschleppt. Mit einem auf zwei Monate begrenzten Besuchervisum fuhr Eisler am 11. September 1939 mit seiner Frau nach New York zurück. Trotz der befristeten Aufenthaltsbewilligung blieb Eisler länger in den USA. Am 17. Juli 1940 erließ die amerikanische Einwanderungsbehörde offiziell Haftbefehl gegen Eisler, der sich damals für ein Filmprojekt in Hollywood aufhielt. Er entkam, indem er sofort mit seiner mexikanischen Aufenthaltserlaubnis nach Mexiko zurückfuhr. In Mexicali in Baja California an der Grenze zu Kalifornien trug Eisler sein Ersuchen um einen Daueraufenthalt dem dortigen US-Konsul Willis Meyer vor. Meyer stellte Eisler, offenbar in Unkenntnis der Situation, nach drei Tagen ein Non-Quota-Visum aus, wofür er Jahre später vom Komitee für unamerikanische Umtriebe als „schlafender Konsularbeamter“ beschimpft wurde. Trotzdem gestaltete sich die Rückkehr in die USA schwierig, da die Eislers trotz des gültigen Non-Quota-Visums nicht einreisen durften. Erst nach einer Beschwerde an den Berufungsausschuss der Obersten Einwanderungsbehörde am 22. Oktober 1940 und nach einem weiteren Monat des unfreiwilligen Aufenthalts in der Grenzstadt durften Lou und Hanns Eisler endlich einreisen und kehrten sofort nach New York zurück.

### Neubeginn
Obwohl Eisler einen gewissen Bekanntheitsgrad als Komponist ungewöhnlicher Filmmusiken hatte, war es für ihn sehr schwierig, ausreichend Geld zu verdienen. Seine Lehrtätigkeit an der New School deckte höchstens die Miete für sein Appartement, einige Gelegenheiten, Bühnenmusiken zu schreiben, linderten die Not gerade etwas (Night Music von Clifford Odets und Medicine Show von Hoffmann Hays, beide uraufgeführt in New York 1940).
Eisler hatte damals die Idee, zum Thema Filmmusik ein Buch zu veröffentlichen. Zur Finanzierung dieses Projekts, das im Rahmen einer wissenschaftlichen Arbeit angelegt war, wurde die Rockefeller-Stiftung herangezogen, die tatsächlich der New School of Social Research diesen Auftrag unter der Leitung von (Dr.) Hanns Eisler erteilte. Dotiert war dieses wissenschaftliche Stipendium für „experimentelle Demonstrationen der Musik in der Filmproduktion“ (so das offizielle Schreiben der Rockefeller-Stiftung) für einen Zeitraum von zwei Jahren mit 20.160 Dollar und sah in der Konzeption unter anderem die Einrichtung eines Tonfilmarchivs vor. Eisler selbst fand mit jährlich 3000 US-Dollar eine gute Lebensgrundlage und war vorerst seiner finanziellen Probleme entledigt.
Während der Stipendiumszeit entstanden Bearbeitungen zu verschiedenen Filmen, so unter anderem die Bearbeitung von amerikanischen Kinderliedern für einen Film von Joseph Losey über Kindergärten sowie Sequenzen zu John Fords Grapes of Wrath. Für einen Naturfilm White Flood komponierte Eisler die zwölftönige, fünfsätzige Kammersinfonie und bezeichnete diese als: „fortgeschrittenstes musikalisches Material (strenge Zwölftontechnik), angewandt auf die große musikalische Form“. Dieses Werk widmete Eisler Theodor W. Adorno. Die Widmung zeigte, dass Eisler schon damals, am Anfang des Projekts mit Adorno in Verbindung stand, und nicht erst anlässlich der Arbeit am gemeinsamen Buch über dieses Projekt, wie mehrfach verlautete. Tatsächlich kannten sich Eisler und Adorno bereits seit dem Jahre 1925.
Unterbrochen wurden diese Arbeiten, als Eisler von dem Regisseur Herbert Kline zu einem Filmprojekt nach Mexiko gerufen wurde. Der Dokumentarfilm The Forgotten Village nach einer Erzählung von John Steinbeck beschrieb die furchtbaren Zustände in einem indianischen Bergdorf in Mexiko. Eisler übernahm die Filmkomposition unter sehr schwierigen Bedingungen, da der dafür vorgesehene mexikanische Komponist verstorben war. Dazu sah er es für notwendig an, sich mit der dortigen Kultur und Musik und all ihren Einflüssen auseinanderzusetzen. Die Komposition stellte er in New York fertig, Teile davon verwendete er für sein Nonett Nr. 2, das Originalmaterial gilt jedoch als nicht rekonstruierbar und als verlorengegangen.
Den Sommer 1941 verbrachten die Eislers in Woodbury, Connecticut als Gast von Joachim Schumacher; das dort entstandene, als Woodbury-Liederbüchlein bekannt gewordene Werk, betrachtete Eisler als Dank für die Gastfreundschaft, nicht ohne Bangen, denn Hitler hatte im Juni 1941 die Sowjetunion überfallen.
Wieder in New York zurück, setzte Eisler seine Arbeit am Filmmusikprojekt fort. Der Dokumentarfilm Regen aus dem Jahre 1929 von Joris Ivens, eine filmische Studie über die unterschiedlichen Effekte, die Regen erzeugen kann, führte zu dem bedeutendsten, streng in Zwölftontechnik geschriebenen Werk Eislers in dieser musikalischen Sparte Vierzehn Arten, den Regen zu beschreiben. Eisler erklärte später, dass es ebenso Vierzehn Arten, traurig zu sein bedeuten kann. Eisler sah dieses Werk als Hommage an seinen Lehrer Arnold Schönberg, der seit 1934 in Kalifornien unterrichtete und dem er es 1944 zu dessen 70. Geburtstag übereignete.
Mit dieser Arbeit war Anfang 1942 der praktische Teil des Projekts fertiggestellt. Um den theoretischen Teil, das Buch, fertigzustellen, bat Eisler um eine Verlängerung des Stipendiums, das ihm von der Rockefeller Foundation für weitere neun Monate bewilligt wurde.

### Hollywood

#### Ab 1942
Die Arbeitsbedingungen in New York waren für Eisler zum Teil sehr schwierig, für die musikalischen Experimente mussten Studios stundenweise angemietet werden, das Ende des Stipendiums nahte, und sein finanzielles Auskommen war in absehbarer Zeit wieder unklar. Die Möglichkeit, eine besser bezahlte Lehrtätigkeit an der University of California anzunehmen und bessere Arbeitsbedingungen vorzufinden, stand im Raum.
Ausschlaggebend war die Ankunft von Bert Brecht in Los Angeles, den Eisler seit vier Jahren nicht mehr gesehen hatte und mit dem er in ständigem brieflichen Kontakt gestanden hatte. Eisler selbst verschaffte Brecht das Non-Quota-Visum für die USA, aufgrund einer Einladung als Lecturer auf der New School of Research.
Brecht war nach dem Einmarsch der deutschen Wehrmacht in Dänemark nach Schweden und danach nach Finnland geflüchtet und weiter über Moskau mit der Transsibirischen Eisenbahn nach Wladiwostok gefahren. Danach ging es per Schiff über Manila nach Los Angeles, wo er am 21. Juli 1941 eintraf und ein kleines Haus in Santa Monica bezog.
Eisler und Lou trafen am 20. April 1942 in Los Angeles ein. Sie bezogen ein einfaches Hotelzimmer und besuchten sofort die dort bereits wohnenden Freunde. Theodor Adorno, Fritz Kortner, Brecht und Schönberg. Als Dokument der Exilsituation 1942/43 entstanden gemeinsam mit Brecht, von dem Eisler nur wenige Minuten mit dem Auto entfernt wohnte, seine wichtigsten Werke während des Exils, die zugleich zu den bleibenden Kompositionen des 20. Jahrhunderts gehören: die Deutsche Sinfonie und das Hollywooder Liederbuch. Wesentlichster Teil der Arbeit von Eisler und Brecht war jetzt, nachdem die USA in den Krieg eingetreten waren, die Überlegung der Funktion ihrer Musik in einem Europa nach Hitler.

#### Filmmusik in Hollywood
Zwischen 1942 und 1945 entstanden in Hollywood über 300 Filme, die in höchst unterschiedlicher Weise und in unterschiedlicher Qualität dem Genre Anti-Nazifilm zugeordnet werden können. Es war Teil der Bemühung, die Bevölkerung für den Krieg zu mobilisieren. Das Attentat auf Reinhard Heydrich am 27. Mai 1942 inspirierte Brecht dazu, ein Drehbuch für einen Film zu schreiben. Fritz Lang, der schon seit 1936 sehr erfolgreich als Regisseur in Hollywood arbeitete, war begeistert, und beide stellten innerhalb von nur zehn Monaten den Film: Hangmen Also Die! fertig. Dieser Film, mangels genauer Informationen über den tatsächlichen Hergang in einer kriminaltechnischen Form gedreht, blieb Brechts einzige Arbeit für die Filmstudios von Hollywood. Eisler verwendete dabei das als No surrender anders genannte Kominternlied als Abspannmusik. Die nicht sehr umfangreiche Filmmusik wurde begeistert aufgenommen und die Partitur in der Kategorie Beste Filmmusik des Jahres 1943 für den Oscar nominiert.
Die Einnahmen aus dem Film erlaubten es den Eislers, sich ein Haus in der Nähe Arnold Schönbergs in Brentwood zu mieten. Dort stellte Eisler den Abschlussbericht des Filmprojekts fertig und sandte ihn an die Rockefeller Foundation. Darin hieß es, dass die Aufführung der Werke in der Hollywood Academy of Motion Pictures für den Januar 1943 geplant sei. Daran ist erkennbar, dass Eislers Position in Hollywood gefestigt war. Im März 1943 kauften sie sich ein eigenes Haus in Pacific Palisades, in unmittelbarer Nachbarschaft von Thomas Mann, Theodor W. Adorno und Vicki Baum. Hier setzte Eisler seine Arbeit am Hollywooder Liederbuch fort, den vierten Liedkomplex, der die humanistischen deutschen Traditionen von Hölderlin, Goethe, Schubert, Mörike, Eichendorff und Schumann zum Thema hat. Besonders ist die Vertonung des Hölderlin-Gedichts: Gesang des Deutschen hervorzuheben, das zusammen mit weiteren Texten zu den Hölderlin-Fragmenten zusammengefasst wurde.
Am 28. Dezember 1943 schloss Eisler die Arbeit am Hollywooder Liederbuch mit dem Rimbaud-Gedicht ab. Trotz seiner musikalischen Bedeutung ist das Hollywooder Liederbuch als Gesamtes erst in den 1980er Jahren in größerem Rahmen aufgeführt worden, so zum ersten Mal von Roswitha Trexler in Leipzig 1982 und von Dietrich Fischer-Dieskau 1988.
Die aktuellen Ereignisse in Europa fanden weiterhin ihren Niederschlag in Eislers Kompositionen, so entstanden nach der Schlacht von Stalingrad Anfang 1943 die Lieder Deutsches Miserere und In Sturmesnacht nach Texten von Brecht.
Neben der Experimentalarbeit am Film-Musik-Projekt schrieb Eisler die Musik zu zwei Dokumentarfilmen, einem Kurzfilm und neun Spielfilmen.

#### „Leichtigkeit“ von Hollywood
Für die Eislers war die Zeit in Pacific Palisades eine gute Gelegenheit, sich als gastfreundliches Künstlerpaar zu präsentieren. Ihr Haus am Amalfi Drive, unweit des Hauses von Thomas Mann, wurde zu einem beliebten Treffpunkt der Emigrantenkolonie. Zu ihren Freunden zählten neben Theodor Adorno die Schauspieler Fritz Kortner, Peter Lorre, Oskar Homolka sowie Brecht, Helene Weigel, Lion Feuchtwanger und vor allem Charlie Chaplin, mit dem Eisler – ihrer ähnlichen expressiven Natur entsprechend – eine intensive Freundschaft verband. Eisler brachte Chaplin mit Mann zusammen und hatte 1946 einen Anteil an der Filmmusik von Chaplins Monsieur Verdoux, die sich sehr schwierig gestaltete: Eisler, der sich nicht gern in die Produktionsstätten bewegte, erhielt über den Wiener Kabarettisten Georg Kreisler die Eigenkomposition von Chaplin und orchestrierte die Noten; Eisler verstand das als Freundschaftsdienst. Die Filmmusik der Nachbearbeitung von Chaplins Stummfilm aus dem Jahre 1928 The Circus war bereits vertraglich festgelegt, wegen der Vorladung zum Unamerican Committee kam die Mitwirkung Eislers jedoch nicht zustande. Die Skizzen zu dieser Filmmusik verarbeitete Eisler 1947 zum Septett Nr. 2.
Ab 1943 wurden Eisler und der gesamte restliche Kreis bereits vom FBI fast lückenlos überwacht, wie der über 600 Seiten lange Bericht beweist. Telefone wurden überwacht, die Post wurde geöffnet, Personen wurden beschattet und Einbrüche begangen.
Die Arbeitssituation Eislers war im Gegensatz zu vielen anderen Emigranten durchaus zufriedenstellend. Er war für verschiedene Filmmusiken verantwortlich und wurde 1944, gemeinsam mit Constantin Bakaleinikoff wieder für den Oscar nominiert, nämlich für die beste Filmmusik im Film None But the Lonely Heart mit dem ebenfalls nominierten Cary Grant in der männlichen Hauptrolle. Regie führte Clifford Odets. Ethel Barrymore bekam den Oscar für die weibliche Hauptrolle. Wieder blieb es bei der Nominierung für Eisler, stattdessen bekam Max Steiner den Preis für die Musik zu Since You Went Away.
Mit der Unterstützung von Arnold Schönberg erhielt Eisler 1944 eine Gastprofessur an der University of California (UCLA), Schönberg unterrichtete dort bereits seit 1936. Die Vorlesungen waren ein großer Erfolg, oftmals war auch Bertolt Brecht anwesend. Vor allem Eislers Art, mit den Mängeln seiner Ausdrucksweise umzugehen, fand viel Beachtung: Wörter, die er nicht im Englischen kannte, verwendete er einfach als deutsches Wort unter Nachahmung der amerikanischen Aussprache. So präsentierte Eisler das fertiggestellte Filmmusikprojekt aus der New Yorker Zeit vor 1500 Zuschauern.
Gemeinsam mit Adorno schrieb er in dieser Zeit das Buch Komposition für den Film, das 1947 in Druck ging. Thema dieses Buches war die dramaturgische Funktion und die Verwendung verschiedener neuer musikalischer Materialien im Film, entstanden aus beider Kritik der „abgestandenen Erfahrungsregeln“ in bestehenden Produktionen.

#### Paul Dessau in Hollywood
Im Oktober 1943 war Paul Dessau in Hollywood eingetroffen, der schon bei früheren erfolgreichen Arbeiten mit Brecht für Eisler ein „Konkurrent“ war. Brecht empfand den Umgang Dessaus mit seinen Texten als sehr angenehm, da dieser sich im Gegensatz zu Eisler niemals in die Textierung einmischte und direkt die Vertonungen durchführte. Dessaus Hauptarbeit war über mehrere Jahre die Fertigstellung des Deutschen Miserere.

#### Ungeliebte Brotarbeit
Eisler und Brecht arbeiteten intensiv an Die Gesichte der Simone Machard, das sie als Oper ausbauen wollten, was ihnen jedoch nie gelang. Das Stück selbst wurde von Brecht erst 1955 fertiggestellt. Um den begonnenen amerikanischen Lebensstil aufrechtzuerhalten, musste sich Eisler in die, wie es Brecht einmal ausdrückte, Kloake begeben. Eisler nahm aus finanziellen Gründen den Auftrag für drei Filme an, die er seinem Sohn Georg, der in England lebte und mit dem er in regelmäßigem Briefkontakt stand, so beschrieb: „Jetzt habe ich gerade einen idiotischen Schinken fertiggemacht, er heißt Spanish Main. Das ist reiner Unsinn, Schwachsinn etc. ich mußte es des Geldes wegen machen.“
Genau in diese Zeit fiel die Kapitulation Nazideutschlands, die Eisler in große Euphorie versetzte. Da Brecht in Hollywood keine Aufführungsmöglichkeiten für seine Stücke fand, flogen er und Eisler nach New York, um dort das Stück Furcht und Elend des Dritten Reiches unter der Regie von Erwin Piscator in einem kleinen Theater Off-Broadway vorzubereiten. Schon die Vorarbeit gestaltete sich problematisch, Piscator geriet in Streit mit Brecht, Berthold Viertel führte die Regiearbeit weiter, jedoch war der Zeitpunkt für ein Theaterstück über das Dritte Reich schlecht gewählt, und so fiel das Stück, bei dessen Uraufführung Eisler nicht mehr anwesend sein konnte, bei Publikum und Kritik durch.
Im Oktober 1945 übersiedelten die Eislers in ein kleineres, wesentlich bescheideneres Haus direkt am Strand von Malibu. Einige Monate später, im Februar 1946, erhielt Eisler eine ordentliche Professur an der University of Southern California (USC) im Fach Kontrapunkt und Komposition. Kurz davor begann Eisler ein seit langem wieder ernsthaftes Filmprojekt, Deadline at Dawn (Entscheidung im Morgengrauen). Regie führte Harold Clurman vom New Yorker Group Theatre, den Eisler noch aus der Arbeit an der Maßnahme im Jahre 1936 kannte. Ebenso übernahm er das Projekt eines Films über die Résistance mit Jean Renoir. Parallel war Eisler immer noch mit der Fertigstellung der Deutschen Sinfonie beschäftigt, die im Februar 1947 endgültig abgeschlossen wurde.

### Feldzug gegen die „kommunistische Gefahr“
Der 13. Oktober 1946 war der Wendepunkt der amerikanischen Innenpolitik, die sich hauptsächlich als Feldzug gegen den Kommunismus darstellte. An diesem Tag verkündete Louis Budenz, ein im Jahre 1943 aus der CPUSA ausgetretener und zum Katholizismus konvertierter ehemaliger Redakteur des Daily Worker, in einer Radioansprache, dass der „Hauptspion Moskaus in den USA, Agent der (schon 1943 aufgelösten) Komintern, Gerhart Eisler sei, und unter dem Decknamen Hans Berger eine Verschwörung gegen die amerikanische Regierung angezettelt“ habe. Im Zuge des scharfen antikommunistischen Feldzugs von Präsident Harry Truman wurde ein Sündenbock benötigt, und man glaubte, ihn in Gerhart Eisler gefunden zu haben. Der vom vormaligen britischen Premierminister Winston Churchill bei seiner berühmten in Fulton (Missouri) gehaltenen „Eisernen-Vorhang“-Rede vom 5. März 1946 markierte Beginn des Kalten Krieges begünstigte diesen Rechtsruck der amerikanischen Außenpolitik.
Der bereits im Jahre 1938 einberufene Untersuchungsausschuss des Repräsentantenhauses, das Komitee für unamerikanische Umtriebe (engl.: House on Un-American Activities Committee, abgekürzt HUAC) wurde zu Ende des Jahres 1946 neu aktiviert, und einen Tag nach der Budenz-„Enthüllung“ forderte der damalige FBI-Chef John Edgar Hoover eine entsprechende Reaktion. Eine Schlüsselrolle in dieser Affäre nahm Ruth Fischer ein, die Schwester von Hanns und Gerhart Eisler. Sie gab seit 1944 ein Nachrichtenbulletin, The Network Information Bulletin about Stalinist Organizations and Organizational Forms heraus. Im Zuge ihrer journalistischen Aktionen gab sie, über das ganze Land verstreut, ganzseitige Zeitungsanzeigen auf, in denen sie ihren Bruder Gerhart als Terroristen beschimpfte und ihn unter anderem als verantwortlich für die Hinrichtung Bucharins sowie als Atomspion bezeichnete. Hintergrund ihrer Anschuldigungen war der immer noch aktive Kampf zwischen Stalin und den Anhängern Trotzkis († 1940). Ihr Verhältnis zu Gerhart war bereits seit 1926 aus der Berliner Zeit sehr gespannt, zu Hanns hatte sie ein gutes Verhältnis, über die ganzen Jahre hatte er sie finanziell unterstützt, und sie war mehrfach Gast der Eislers in Kalifornien.
So absurd die darauf folgenden Anschuldigungen waren, so einschneidend waren die Umstände und Ereignisse, die letztlich zur erzwungenen Ausreise beider Brüder führte.
Ende Oktober 1946 gab es im Hollywood Reporter den ersten diffamierenden Artikel gegen Eisler, der die Pressekampagne gegen Hanns Eisler eröffnete. Beklagt wurde darin vordergründig, dass Eisler im Gegensatz zu anderen, vor allem amerikanischen Musikern ausreichend Arbeit hätte und diese dadurch amerikanischen Komponisten vorenthalten werde. Ein im Artikel nicht genannter Komponist kam dort zu Wort: „Wir sprachen gestern mit einem Komponisten über Eisler und bekamen zur Antwort: Er hat nicht viel von einem Komponisten, nur wegen seiner Anschauungen scheint er Jobs zu bekommen, während andere von uns, die größere Fähigkeiten besitzen, keine Anstellungen finden“.
Argumente gegen Immigranten, die vielfach von einer sich formierenden Neidgenossenschaft in Hollywood geäußert wurden, berücksichtigten nicht die Aufbauarbeit, die gerade im künstlerischen Bereich für die amerikanische kulturelle Entwicklung dieser Zeit von Immigranten geleistet wurde. So gesehen unterschieden sich die Argumente wenig von jenen, denen dieselben Personen zehn bis fünfzehn Jahre vorher in Deutschland oder Österreich ausgesetzt gewesen waren. So waren in dieser Zeit in Amerika immer wieder mehr oder weniger offene antisemitische Ressentiments zu hören. So wurden nach der Verurteilung Wilhelm Reichs all seine verfügbaren Werke verbrannt und mussten per Gerichtsurteil aus allen Bibliotheken verbannt werden.

### Verhöre vor dem HUAC-Ausschuss
Ab April 1947 bereitete sich das HUAC auf die Verhöre von Hanns Eisler vor, nachdem bereits im Februar Gerhart Eisler verhaftet und verhört worden war. Da es ihm nicht gestattet wurde, eine eigene Erklärung vorzulesen, verweigerte Gerhart Eisler die weitere Zusammenarbeit und wurde zu einer Haftstrafe von einem Jahr verurteilt, die er nicht anzutreten brauchte, da eine Zeitung und eine Bürgerrechtsorganisation, der Civil Rights Congress, die Kaution für ihn aufbrachte.
Das erste nichtöffentliche Vorverhör von Hanns Eisler fand am 11. Mai 1947 im Biltmore Hotel in Los Angeles statt. Die wichtigsten Ausschussmitglieder unter Vorsitz von John Parnell Thomas waren anwesend, so auch der spätere US-Präsident Richard Nixon. Dieser schrieb in den Vorbereitungen, dass der „Fall Eisler vielleicht der wichtigste Fall wäre, der je vor den Ausschuss gekommen ist“.
In einem Interview für den Daily Worker (New York) vom 19. Mai 1947 sagte Eisler: „Ich denke, die Kampagne gegen Gerhart und mich ist der Beginn einer Kampagne gegen alle liberalen und progressiven Kräfte in diesem Land“.
Im Sommer 1947 fand der zweite Gerichtsprozess gegen Gerhart in Washington statt, Ruth Fischer war Zeugin der Anklage, Hanns war Zeuge der Verteidigung. Gerhart Eisler wurde wegen eines Passvergehens zu drei Jahren Gefängnis verurteilt, da er bei der Einreise in die Vereinigten Staaten seine KPD-Mitgliedschaft nicht angegeben hatte. Charles Chaplin schrieb darüber, dass es in dieser Familie zugehe wie in den Königsdramen von Shakespeare.
In dieser Zeit wurde das Leben der Eislers immer unangenehmer, die Presse- und Radiojournalisten berichteten ständig über den Fall in Form von unhaltbaren Lügen und Denunziationen, wie Lou Eisler einmal in einem Brief an Alan Bush in London schrieb. Eisler selbst wurde nicht müde, seinen Bruder zu verteidigen, dazu flog er nach New York, um in einem Treffen zu sprechen und um danach in Washington als Zeuge für die Verteidigung aufzutreten.
Trotzdem ging die künstlerische Arbeit weiter. Brecht hatte vorher in langer Zusammenarbeit mit Charles Laughton das Stück Leben des Galilei übersetzt und unter dem Eindruck der Atombombenabwürfe in Japan fast völlig umgeschrieben. Die Premiere des Stücks Galileo mit Laughton in der Hauptrolle unter der Regie von Joseph Losey und mit der Musik von Hanns Eisler fand vielbeachtet am 30. Juli 1947 im Coronet Theatre in Hollywood statt. In den zwei Jahren, in denen Eisler an der Musik arbeitete, die eines seiner besten Werke wurde, mietete er ein Appartement außerhalb von Malibu, um in Ruhe arbeiten zu können, da er ständig vom FBI beschattet wurde. Die Premiere wurde von James K. Lyon als das Ereignis der Saison beschrieben, und die darauffolgenden 17 ausverkauften Aufführungen waren ein großer Erfolg. Igor Strawinsky war bei der Premiere anwesend und gratulierte Eisler zu dessen hervorragender Musik. Joseph Losey wollte das Stück danach verfilmen, fand jedoch in Hollywood keinen Produzenten dafür. Erst Jahre später, 1974 wurde es in England mit Chaim Topol in der Hauptrolle verfilmt, fand jedoch in Deutschland und Österreich keinen Verleih und blieb deshalb dort fast völlig unbekannt.
Eislers letzte Spielfilmmusik stammt ebenfalls aus dieser Zeit. Sie begleitete den Film So Well Remembered, ein sozialkritisches Werk unter der Regie von Edward Dmytryk, das zum größten Teil in England gedreht wurde. Premiere war am 27. Oktober in New York. Dmytryk war einer der unter Anklage gestellten sogenannten „Hollywood Ten“ im Jahre 1950.
Einen Monat vorher, vom 24. bis zum 26. September 1947, kam es in Washington unter dem Vorsitz von Thomas (der selbst ein Jahr darauf wegen Unterschlagung zu einer Gefängnisstrafe verurteilt wurde) zum dreitägigen Verhör von Eisler. Ziel war es, ihm genauso wie Gerhart nachzuweisen, dass er Mitglied der kommunistischen Partei gewesen war und damit gegen die Einreisebestimmungen verstoßen habe. Es ging um die oft publizierte, berühmte Frage: “Are you now or have you ever been a member of the Communist Party?” Da dies Eisler nicht nachzuweisen war – sein ehemaliger Aufnahmeantrag führte ja, wie schon erwähnt, zu keiner Mitgliedschaft –, wandten sich die Untersucher seinen ehemaligen Beziehungen zur Sowjetunion zu, um auf diese Weise – anhand eines umfangreichen FBI-Dossiers – seine Kampflieder als Gründe und Beweis anführen zu können. Stripling, der hauptsächlich die Fragen stellte, äußerte sich einmal auf die Frage des Vorsitzenden, warum er all diese Presseartikel vorlese, dass „Eisler der Karl Marx des Kommunismus auf musikalischem Gebiet“ sei. Wie immer bei diesen Verhören wurde Eisler das Verlesen einer eigenen Erklärung verweigert. Obwohl keine der Anschuldigungen bewiesen werden konnte, wurde der Fall Eisler dem Justizministerium mit der Aufforderung übertragen, ein Deportationsverfahren einzuleiten.
Im September 1947 erschien in New York im Verlag Oxford University Press unter dem alleinigen Verfassernamen Eisler das 1944 fertiggestellte Buch Composing for the Films, das Eisler zusammen mit Adorno verfasst hatte. Allerdings hatte Adorno – wie Bloch spöttisch schrieb „bis 1932 noch ganz prokommunistisch“ – seine Autorenschaft kurz vor der Drucklegung zurückgezogen, nachdem er geschrieben hatte, dass er mit den Eisler-Brüdern und deren Aktivitäten nichts zu tun haben wolle. Erst 1969 ist dieses Buch wieder unter beider Namen erschienen.
Im Oktober 1947 formierte sich unter der Leitung von Aaron Copland und Leonard Bernstein ein National Committee for Justice for Hanns Eisler. Dieses organisierte Besprechungen und Protestaktionen gegen die drohende Ausweisung Eislers. Kurz darauf kam es zum Verhör von Brecht (30. Oktober) als Beginn der Verfolgung der Hollywood Ten, der prominenten linken Regisseure und Drehbuchautoren. Brechts Verhör dauerte gerade eine Stunde. Tags darauf verließ Brecht die USA und flog nach Zürich.
Trotz aller Solidaritätsbekundungen – unter anderem von Albert Einstein und Thomas Mann sowie einer Gruppe französischer Intellektueller um Pablo Picasso – ordnete das Justizministerium am 12. Februar 1948 die formelle Ausweisung von Hanns und Lou Eisler an. Nach einem letzten Konzert in der New York Town Hall, das Bernstein leitete, finanziell unterstützt von Aaron Copland, David Diamond, Roy Harris, Walter Piston, Roger Sessions und Randall Thompson, flogen sie am 26. März 1948 mit einem tschechoslowakischen Visum über London und Prag nach Wien. Eine Kopie der FBI-Akte wurde mit einem Begleitschreiben von John Edgar Hoover für alle Fälle zur weiteren Beobachtung der CIA übergeben. Fünfzehn Jahre des Exils, davon zehn in den USA, waren damit zu Ende. Woody Guthrie verfasste nach der Abschiebung Eislers das Lied Eisler on the Go, das jedoch erst 50 Jahre später von Billy Bragg und Wilco vertont und veröffentlicht wurde. Im Lied beklagt Guthrie die Verzweiflung und Hilflosigkeit, die die Linke Künstlerelite zu diesem Zeitpunkt fühlte (“I don’t know what I’ll do / I don’t know what I’ll do / Eisler’s on the come and go / and I don’t know what I’ll do”).
Am 7. Mai 1949 versteckte sich Gerhart Eisler auf dem polnischen Frachter Batory und flüchtete als Blinder Passagier über Southampton und Prag nach Ostberlin. Seine Frau Hilde Eisler wurde festgenommen und nach fünf Wochen Haft in Ellis Island zwangsdeportiert. Sie erreichte Ostberlin erst einige Zeit nach ihrem Mann.

## Zurück in Wien (1948–1949)
Am 1. April 1948 erreichten Hanns und Lou Eisler nach einem Umweg über Prag mit dem Flugzeug den Flughafen Tulln unweit von Wien, im Gepäck eine Unmenge von Autografen, seine gesamte amerikanische Arbeit, ausgenommen die Filmpartituren, die bis heute zu einem großen Teil ausschließlich in den Archiven der Filmgesellschaften zu finden sind.
Kurz nach seiner Ankunft im noch zertrümmerten, viergeteilten Wien traf er seine erste Frau Charlotte und seinen nunmehr 20-jährigen Sohn Georg, den er das letzte Mal 15 Jahre vorher in London getroffen hatte, mit dem er jedoch in regelmäßigem Briefkontakt gestanden hatte.
Darüber hinaus erlebte Eisler ein Wien, das sich von seiner Zeit in der Emigration drastisch unterschied. Dort führte er ein Leben unter Emigranten, politischen Denkern und Künstlern, in Wien traf ihn eine andere Realität, da er als politisch denkender und handelnder Künstler zum Feindbild wurde und in zunehmender politischer Isolation lebte.
In einem Brief vom 27. April an Lion Feuchtwanger schrieb Eisler, er fühle sich sehr motiviert; die Lebensumstände, die sehr kümmerlich wären, machten ihm nichts aus. Mit dem Österreichischen Rundfunkorchester hatte er gleich verschiedene Kammermusiken aus den USA aufgenommen, mit – wie er schrieb – „schlechtgenährten Künstlern“. Im Mai folgte die nächste Auslandsreise nach Prag zum Musikfestival Prager Frühling und zum Internationalen Kongress der Komponisten und Musikkritiker. Mit der staatlichen Filmproduktion vereinbarte Eisler die Komposition für den Spielfilm Křížová trojka (Kreuz drei).
Zurück in Wien traf Eisler auf den KPÖ-Politiker Ernst Fischer, auf den Eisler offenbar einen großen Eindruck machte. Gemeinsam mit ihm fuhren die Eislers als österreichische Delegation zum Weltkongress für den Frieden nach Polen. Dieser Aufenthalt war der Beginn einer Liaison von Fischer mit Louise „Lou“ Eisler (geb. Gosztony), die zu Eislers Scheidung und im September 1955 zur Heirat führte.
Eisler lernte in dieser Zeit Stephanie Wolf, geborene Peschl, kennen, eine sehr talentierte Musikerin aus einem klassischen sozialdemokratischen Elternhaus im Wiener Arbeiterbezirk Brigittenau und Absolventin der Staatsakademie für Musik und darstellende Kunst in Wien. Während der Kriegsjahre war Stephanie gemeinsam mit ihrem damaligen jüdischen Lebensgefährten Otto Wolf – von dem sie 1940 auf der Flucht vor den Nazis in Frankreich ein Kind bekam – als Mitglied der Résistance im Widerstand gewesen. Nach der Rückkehr aus Frankreich heirateten beide im April 1947 in Wien. Stephanie waren die Arbeit und die Person Eislers schon sehr lange bekannt.
In Wien war die Situation sehr schwierig, die Bühnenmusik für Nestroys Stück Höllenangst wurde bei der Erstaufführung in dieser Fassung im neuen Theater Scala im sowjetischen Sektor der Stadt sehr kontrovers diskutiert, dies vor allem deshalb, weil die Situation der geteilten und besetzten Stadt wenig objektive Kritik zuließ. Eislers Musik wurde zwar viel diskutiert, erzielte jedoch keinen wirklichen Erfolg. Um in dieser Stadt überleben zu können, benötigte Eisler eine Festanstellung, die ihm verwehrt wurde. So spielte er in der ersten Zeit für etwas Geld einige Male als Begleitmusiker des damals üblichen Vorprogramms in einem Wiener Kino.
Für das damalige musikalische Wien war Eisler nicht existent, der Begriff Schönberg-Schüler überstieg die Vorstellungen der damaligen Musikmachthaber, die noch dazu teilweise die gleichen Funktionen wie in der unmittelbaren Vergangenheit (Zeit des „Anschlusses“ Österreichs an das „Dritte Reich“ 1938–1945) ausübten. Für Eisler war es die gleiche Situation wie 1925: So wie damals gab es für ihn keine Arbeitsmöglichkeit. Eine Einladung des Berliner Rundfunks nahm er zögerlich an. Gemeinsam mit Brecht nahm er am 25. Oktober an einer Friedenskundgebung in der Deutschen Staatsoper teil, wo er das erste Mal nach elf Jahren Ernst Busch wiedertraf. Dieser betrieb nach langer Flucht und anschließender Haft als teilweise gelähmter Mann seit 1946 eine eigene Schallplattenfirma (Lied der Zeit) mit einem angeschlossenen Noten- und Buchverlag.
Eisler fuhr sogleich wieder nach Wien zurück, wohingegen Brecht noch bis Februar 1949 in Berlin blieb, um am Deutschen Theater Mutter Courage und ihre Kinder unter der Intendanz von Wolfgang Langhoff zu inszenieren und um sein eigenes Projekt, das Berliner Ensemble, weiter voranzutreiben. Dann fuhr Brecht wieder zurück nach Zürich, um danach mit Helene Weigel im Juni 1949 endgültig, so wie Hanns Eisler, nach Ostberlin zu übersiedeln. Eisler hatte zu dieser Zeit bereits Gespräche mit der DEFA, dem volkseigenen Filmstudio der DDR, für die zukünftige Filmarbeit und ebenso mit Vertretern aus dem Hochschulbereich über eine mögliche Professur an der Humboldt-Universität geführt. Diese Arbeitsmöglichkeiten, Buschs Verlag und Plattenfirma sowie die Aussicht auf die Etablierung des Berliner Ensembles gaben den endgültigen Ausschlag für die Entscheidung, nach Berlin zu übersiedeln. Außerhalb der Kreise der KPÖ, die ihm eine Wohnung in  Wieden, dem vierten Wiener Gemeindebezirk, der damals in der sowjetischen Besatzungs- und Verwaltungszone lag, zur Verfügung gestellt hatte, und deren nahestehenden Organisationen schlug Eisler in Wien kalte Ablehnung entgegen. Lou und Hanns Eisler behielten jedoch bis zu ihrem Lebensende ihre österreichische Staatsbürgerschaft.

## Eisler in der DDR, 1949–1957 (bis Brechts Tod)

### In Berlin
Der Erste, den Eisler am 22. Juni 1949 nach seiner Ankunft traf, war Johannes R. Becher, der 1954 erster Kulturminister der DDR werden sollte. Als Vorsitzender des Kulturbunds sorgte Becher dafür, dass viele zurückgekehrte Künstler großzügige Unterstützung für den Neubeginn in Form von Wohnungen oder notwendigen Papieren bekamen. Es war die Elite des Geistes der Zeit vor 1933. Was sie einte, ob sie Kommunisten waren oder nicht, war die Identifikation mit einem neuen Gesellschaftsprojekt, das in der sowjetischen Besatzungszone und später in der DDR in Angriff genommen wurde: der Aufbau eines anderen, eines zum Sozialismus strebenden Deutschlands. Große Möglichkeiten ergaben sich unter anderem durch den Berliner Verlag des Kulturbunds, den Aufbau Verlag, der viele Werke der Rückkehrer in hohem Umfang neu auflegte. Die DDR wollte und brauchte diese politischen Emigranten. Der Preis, der DDR zu dienen, war jedoch für viele Emigranten hoch:

„Selbst die Unterdrückung oppositioneller Strömungen, die Ausbreitung eines herz- und ideenlosen Parteibürokratismus oder auch die unendlichen Bevormundungen und Einmischungsversuche der Parteifunktionäre auf ihrem ureigensten Gebiet der Kunst und Kulturpolitik, versuchten sie allzu häufig als unumgängliche Schritte auf dem Weg zum Sozialismus kleinzureden.“

Die erste Zeit in Berlin wohnte Eisler mit Lou in einem stehengebliebenen Seitenflügel des Hotel Adlon, bevor sie im März 1950 in ein Haus in Pankow-Niederschönhausen zogen. Dieses Domizil bot mit seiner schönen Terrasse und einem großen Garten einen idealen Platz für kreatives Arbeiten. Ganz in der Nähe wohnten Arnold Zweig und Ernst Busch. Eisler nutzte diese Situation sofort, er konnte sich über fehlende Arbeit nicht beklagen. In rascher Folge entstand die Filmmusik für den DEFA-Film Unser täglich Brot unter der Regie von Slatan Dudow, mit dem er schon 1932 gemeinsam mit Brecht für den Film Kuhle Wampe oder: Wem gehört die Welt? gearbeitet hatte.
Für den 200. Geburtstag Goethes entstand die Rhapsodie für großes Orchester, die 1996 auf CD wieder erschienen ist. Die Uraufführung dieses Werks fand am 26. August 1949 im Deutschen Nationaltheater in Weimar statt. Dort traf Eisler Thomas Mann, einen alten Bekannten aus seiner Zeit in Pacific Palisades.

### Geteiltes Deutschland – zwei Hymnen
Zwei Monate nach dem Umzug Eislers nach Pankow-Niederschönhausen war die Teilung Deutschlands vollzogen. Die Bundesrepublik konstituierte sich am 23. Mai 1949, am 7. Oktober die Deutsche Demokratische Republik. Ende Oktober lud Johannes R. Becher Eisler zu einer Goethe-Feier in Warschau ein. Dort übergab er ihm ein selbst verfasstes Gedicht mit der Bitte, dazu eine Melodie zu komponieren. Am Nachmittag desselben Tages fuhren sie gemeinsam nach Żelazowa Wola zum Geburtshaus von Chopin, wo ihm Eisler auf dem alten Flügel Chopins die Melodie vorspielte. Das war die Geburtsstunde von Auferstanden aus Ruinen, der Nationalhymne der DDR, zuerst a cappella für eine Singstimme, später kam eine Fassung für gemischten Chor und Orchester dazu. Die Uraufführung war am 32. Jahrestag der Oktoberrevolution am 7. November in der Deutschen Staatsoper, im Februar 1950 wurde das Lied von der Volkskammer zur offiziellen Hymne erklärt. Becher und Eisler bekamen dafür am 7. Oktober 1950 den erstmals vergebenen Nationalpreis erster Klasse.
Nach dem Mauerfall 1989 machten Teile der damaligen DDR-Bürgerrechtsbewegung und verschiedene Künstler und Intellektuelle der Bundesrepublik den Vorschlag, das von Brecht als Kinderhymne bezeichnete Lied Anmut sparet nicht noch Mühe als neue gemeinsame Nationalhymne zu verwenden. Diese Idee war jedoch der damaligen Bundesregierung keine Diskussion wert. Darüber hinaus wurde der Vorschlag diskutiert, den Text der DDR-Nationalhymne mit der Musik des Deutschlandlieds zu einer vereinigten neuen Nationalhymne zu erklären. Auch das erfolgte nicht.

### Lieder für die neuen Massen – ein neuer Stil
Nicht kämpferische Marschlieder, sondern Lieder, die den sozialistischen Aufbau begleiten sollten, waren im neuen Staat gefragt. Nicht der Kampf gegen bestehende Verhältnisse war das Thema, sondern es sollte zur Beteiligung am Aufbau neuer Verhältnisse aufgerufen werden. Freundliche Töne waren gefragt, nicht der Trott der alten Marschlieder. Dafür erarbeitete Eisler sinfonische Fassungen seiner beiden berühmtesten Lieder, des Solidaritätslieds und des Einheitsfrontlieds. Dies geschah dadurch, dass die Themen dieser Lieder innerhalb strenger musikalischer Stücke verwendet wurden. Brecht wollte, dass Eisler seinen Text des Zukunftsliedes vertonte; er weigerte sich jedoch, so dass Paul Dessau es in Töne setzte. Gemeinsam mit Johannes R. Becher entstand das Lied von der blauen Fahne und danach innerhalb kurzer Zeit vierzehn weitere, die den Zyklus Neue deutsche Volkslieder bildeten, sowie noch vier andere im Herbst 1950. Wie Jürgen Schebera schrieb, waren diese Lieder musikalisch höchst eingängig, allerdings war die Lyrik zu pathetisch und von einem fiktiven gesellschaftlichen Anspruch durchzogen, um wirklich populär zu werden. Es stellte sich heraus, dass die ästhetischen Positionen von Eisler und Becher immer mehr auseinanderklafften, die gemeinsame Arbeit wurde zunehmend lustloser. Brecht trat an Eisler mit einem Kinderliederbuch heran und es entstanden sechs Lieder, wovon Die Pappel vom Karlsplatz und das Friedenslied der Kinder, dessen Text auf Pablo Neruda zurückgeht, die bekanntesten sind, dazu noch die Kinderhymne.

### Eisler und die DDR-Kulturpolitik
Seit Ende 1949 war Eisler im Vorbereitenden Ausschuss der Deutschen Akademie der Künste tätig, die sich als Nachfolgerin der 1696 gegründeten Preußischen Akademie der Künste verstand. Am 24. Mai 1950 konstituierte sie sich mit einem Festakt im Admiralspalast. Eisler wurde zum Ordentlichen Mitglied gewählt und war Mitbegründer der Sektion Musik. Heinrich Mann, der sich zu diesem Zeitpunkt noch in Kalifornien aufhielt, wurde als Akademiepräsident angefragt und sagte zu. Während der Vorbereitungen für den Umzug nach Berlin starb Mann 14 Tage vor der Akademiegründung. Deshalb übernahm Arnold Zweig das Präsidentenamt. 1973 erfolgte die Umbenennung in Deutsche Akademie der Künste der DDR. Die Akademie der Künste (West) wurde erst 1954 gegründet.
Am 1. Oktober 1949 wurde eine von Eisler geleitete Meisterklasse für Komposition eingerichtet. Der Gruppenunterricht für seine Schüler fand immer am Samstagnachmittag in seinem Haus in der Pfeilstraße statt. Dies ähnelte sehr dem Unterricht, den Eisler bei Schönberg in dessen Wohnung in Mödling genossen hatte. Einen Monat nach der Eröffnung der Akademie begann der Unterricht im staatlichen Konservatorium Berlin, dem Vorläufer der heutigen Hochschule für Musik, die seit 1964 den Zusatz Hanns Eisler trägt. Eisler erhielt dort eine Professur für Komposition.
Für eine gemeinsame Theaterarbeit mit Brecht, ein Stück von Erwin Strittmatter, schrieb Eisler die Bühnenmusik, die aus acht Gesängen und vier instrumentalen Bauernmusiken bestand. Die Premiere des Stücks fand am 23. Mai 1953 im Berliner Ensemble statt, in einer Zeit, als eine politische Kampagne wegen seines in den Jahren 1951 und 1952 komponierten, jedoch nicht fertiggestellten Opernprojektes Johann Faustus ihren Höhepunkt erreichte.

### Faustus-Debatte und Formalismusbeschluss der SED
„Die Künste werden geehrt / und, wenn nötig, / mit aller Strenge / in unseren Landen.“

Der Hintergrund der Debatte war der ideologische Kulturkampf um die deutsche Identität und den Standpunkt des offiziellen DDR-Selbstverständnisses über die „Pflege der Nationalkultur“. Der Vorwurf im Neuen Deutschland lautete, Eislers Entwurf schlage „dem deutschen Nationalgefühl ins Gesicht“. Der Komponist habe „die Einflüsse des heimatlosen Kosmopolitismus noch nicht überwunden“. Walter Ulbricht wetterte, die SED werde es nicht zulassen, „daß eines der bedeutendsten Werke unseres großen Dichters Goethe zur Karikatur verunstaltet wird“, sowie weiter: „Wir führen den Kampf gegen diese Verfälschung und Entstellung der deutschen Kultur, gegen diese Mißachtung des deutschen Kulturerbes, für die Verteidigung der großen Leistungen unserer Klassiker auf allen Gebieten.“
Die erste Anregung, sich diesem Stoff zu nähern, reichte bereits in die Exiljahre Eislers in Kalifornien zurück. Thomas Mann arbeitete seit 1943 an seinem Roman Doktor Faustus und stellte das Manuskript mehrmals Eisler und anderen zur Diskussion vor. Mann beschreibt dies und die gemeinsamen, heiteren Gespräche darüber im Hause Arnold Schönbergs in Die Entstehung des Doktor Faustus. Als das Buch 1947 erschien, war Eisler einer der Ersten, die es lasen.
Am 13. Juli 1951 beendete Eisler den ersten Entwurf seines Faust-Librettos. Es war gleichzeitig der Todestag seines Lehrers Arnold Schönberg, wovon er erst zwei Tage später erfuhr. Bereits zu dieser Zeit mehrten sich bei ihm tiefe Zweifel über seine Arbeitsweise, er fühlte sich aus der bisherigen Spontaneität und Experimentierfreude herausgedrängt und bemühte sich, eine, wie er schrieb, „reife, runde, gültige Leistung“ zu erbringen. Gleichzeitig hatte er den Anspruch, dieses Libretto so zu verfassen, dass es von allen verstanden werde, eine Oper, die mit dem Volk auf Du und Du steht, indem die Elemente des Volksschauspiels wieder eingeführt werden.
Eisler griff auf das frühe Puppenspiel als ursprüngliche Überlieferungsform des populären Stoffs, erneuert durch eine Aufführung eines erzgebirgischen Puppentheaters, und auf die Wiener Figur des Hanswurst, den Kasperl, zurück, die ihm aus seiner Zeit in Wien 1921 sehr vertraut war, wie es in seinen Tagebuchaufzeichnungen nachzulesen ist.
Trotz seiner Zweifel nach dem ersten Entwurf sandte er das Manuskript an Thomas Mann und Lion Feuchtwanger, die sich noch in den Vereinigten Staaten befanden und ihm in ihrer Reaktion auf den Entwurf beide ein „Werk von hohem dichterischen Rang“ bescheinigten. Ebenso diskutierte Eisler das Stück mit Brecht, schon während der Niederschrift. Mann bemerkte in seinem Brief, „daß das Ganze hübsch provokant sei“. Nach der Fertigstellung im August 1952 übergab Eisler das Manuskript an den Aufbau Verlag, die Buchausgabe erschien im Oktober 1952.
Die darauf folgende äußerst heftige Reaktion war für ihn völlig überraschend und davon geprägt, dass das Erscheinen gerade in eine Zeit fiel, als heftigst gegen den sogenannten „Formalismus“ gewettert und ein bedingungsloses Einfordern von „sozialistischem Realismus“ und „optimistischen Kunstwerken“ erwartet wurde. Diese Forderung gipfelte im sogenannten Formalismus-Beschluß des Zentralkomitees der Sozialistischen Einheitspartei Deutschlands (SED) vom März 1951. Zu dieser Zeit fand als geschlossene Veranstaltung die Probeaufführung von Brechts und Dessaus Oper Das Verhör des Lukullus statt, die nach einer heftigen Debatte überarbeitet und im darauffolgenden Herbst als Die Verurteilung des Lukullus öffentlich gespielt wurde. Ebenso wurde eine Ausstellung von Ernst Barlach in der Akademie der Künste attackiert, Aufführungen von Eislers atonalem und zwölftonigem Früh- und Exilwerk waren nicht denkbar. Lieder für Ernst Busch, die den Koreakrieg attackierten (Ami go home sowie No, Susanna) hatten, weil formalistisch, Aufführungsverbot. Es ging so weit, dass Ernst Busch für längere Zeit allgemeines Auftrittsverbot bekam und seine Lieder im DDR-Rundfunk Sendeverbot hatten.
Zur selben Zeit kam es in verschiedenen Ostblockländern zu neuerlichen Schauprozessen und Säuberungen. Im Dezember 1952 wurden in Prag im Slánský-Prozess elf von vierzehn Angeklagten hingerichtet, darunter ein alter Freund Eislers, Otto Katz alias André Simone. Gerhart Eisler, von Ende 1949 bis 1952 Leiter des Amtes für Information der DDR-Regierung, und Albert Norden verloren für mehrere Jahre ihre Anstellungen. Paul Merker, ein Mexiko-Emigrant, musste für mehrere Jahre ins Gefängnis. Viele andere Künstler und Intellektuelle entzogen sich jedoch durch besondere Linientreue der Debatte um ihre Person. Grundlage dieser Aktivitäten war der Beschluss der SED vom 29. Juli 1948 über die „organisatorische Festigung der Partei und ihre Säuberung von entarteten und feindlichen Elementen“.
Die Reaktionen waren nicht unerwartet, wenn die letzten Zeilen der Confessio (Bekenntnis, Geständnis) des Faust, kurz vor seinem Tod, genauer betrachtet werden. Es geht hier nicht um Religion, Gott, Teufel, Sünde und Seelenheil, sondern um Klassenkampf und Verrat:
Der eignen Kraft mißtrauend,

hab den Herren ich die Hand gegeben.

Gesunken bin ich tiefer als tief,

verspielt hab ich mein Leben.

Denn wer den Herren die Hand gibt,

dem wird sie verdorren.

Dem ersten Schritt folgte der zweite;

beim dritten war ich verloren.

Nun geh ich elend zugrund,

und so soll jeder gehn,

der nicht den Mut hat,

zu seiner Sach zu stehn.
Eisler: Faust, Confessio
Wie Knut Mellenthin schreibt, „scheint Eisler der erste Autor überhaupt gewesen sein, der die Figur des Faust konsequent in die Klassenkämpfe seiner Zeit hineingestellt hat“.
Zeitgleich mit dem Erscheinen von Johann Faustus erschien ein Essay von Ernst Fischer in der Zeitschrift Sinn und Form mit dem Titel Doktor Faustus und der deutsche Bauernkrieg. Darin hob Fischer die Qualitäten des Textes hervor und stellte die Forderung, Dr. Faustus zur deutschen Nationaloper zu erklären, ohne einschätzen zu können, welche Folgen diese Formulierung nach sich ziehen würde. Für seine Formulierung „Eisler hat eine Zentralgestalt der deutschen Misere reproduziert, und den deutschen Humanisten als Renegaten erklärt“ wurde Fischer aufs heftigste angegriffen.

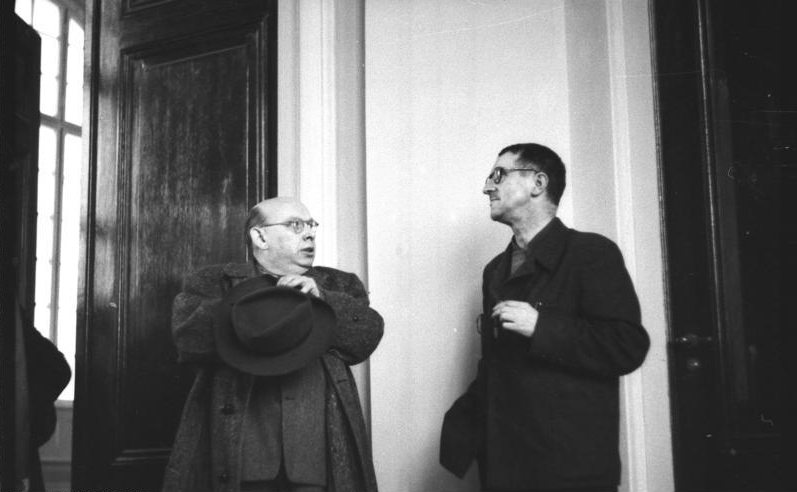
Hanns Eisler im Gespräch mit Bertolt Brecht

An drei Abenden anlässlich der sogenannten Mittwochsgesellschaft bei der Akademie der Künste fand eine Debatte um das Werk statt, an der Johannes R. Becher, Bertolt Brecht, Arnold Zweig, Helene Weigel und andere teilnahmen, die sich, von Eislers Werk entfernend, zu einer grundsätzlichen Debatte um Goethe entwickelte. Alexander Abusch, der Wortführer der Attacke und damalige Bundessekretär des Kulturbundes zur demokratischen Erneuerung und Vorstandsmitglied im DDR-Schriftstellerverband, verhinderte, Eislers Werk qualitativ zu diskutieren, es wurde versucht die ideologische Schwäche des Textes in den Vordergrund zu rücken. In dieser Debatte wurde Eisler nur von Brecht, Felsenstein und Zweig unterstützt, viele andere nahmen opportunistisch die Position des „Anklägers“ Abusch ein. Der Moskau-Emigrant Hans Rodenberg (Direktor der DEFA) verstieg sich zu der Formulierung, die Figur des dargestellten Faustus sei im Grunde ein „titoistischer Mensch“.
Eisler war von der Heftigkeit des ersten Abends aufs äußerste überrascht und bereitete sich deshalb gemeinsam mit seinem Bruder Gerhart gewissenhaft auf den zweiten Abend der Diskussion vor. Seiner Frau Lou, die gerade in Wien war, schrieb er: „wenn man so gegen das Stück tobt, wachsen einem Kräfte und man bekommt Appetit, sich zu halten.“
Am darauf folgenden Mittwoch, der durch einen am selben Tag im Neuen Deutschland erschienenen Artikel Das „Faust“-Problem und die deutsche Geschichte von einem Wortführer der abendlichen Debatte, Wilhelm Girnus, versteckt hinter dem Redaktionskollektiv medial vorbereitet worden war, konnte sich Eisler gut verteidigen, indem er seinen Kritikern vorwarf, den Text gar nicht genau gelesen zu haben. Brecht trug seine Zwölf Thesen zur Faustus-Diskussion als Musterbeispiel für dialektisches Debattieren vor. Das Ergebnis war, dass man sich für zwei Wochen vertagte. Am 2. Juni erschienen im Neuen Deutschland vier – wie man annehmen kann, von der SED bestellte – Leserbriefe von „Werktätigen“, die ihrer Empörung gegen „eine so frivole Verhöhnung des vielleicht genialsten und dem deutschen Volke teuer gewordenen Meisterwerks“ freien Lauf ließen und schärfsten Protest erhoben.
Bei der dritten Diskussionsrunde am 10. Juni 1953 antwortete Eisler nur mehr knapp; zu den Pro-Stimmen Brechts, Felsensteins und Zweigs gesellte sich eine dritte, die des Funktionärs der Arbeiterbewegung, Hermann Duncker. Doch es half nichts, der Kulturfunktionär Walter Besenbruch verstieg sich zu der Behauptung, dieses Werk sei der „Genuss am Wühlen im Dreck“, was zu einem kurzzeitigen Eklat mit Brecht führte. Die Debatten endeten ohne Beschlüsse und Festlegungen. Den Schlusspunkt setzte Walter Ulbricht, als er Tage danach in einer Ansprache vor Kunst- und Kulturschaffenden Folgendes sagte:

„Unseren Kampf führen wir […] auch um die Pflege unseres großen deutschen Kulturerbes […], indem wir es nicht zulassen, daß eines der bedeutendsten Werke unseres großen deutschen Dichters Goethe formalistisch verunstaltet wird, daß man die große Idee in Goethes Faust zu einer Karikatur macht, weil das in einigen Werken auch in der DDR geschehen ist, zum Beispiel in dem sogenannten Faustus von Eisler und in der Inszenierung des Urfaust.“

Die DDR-Erstaufführung des Textes fand 1982 im Berliner Ensemble statt.

### Der 17. Juni 1953
Einige Tage nach der Rede Ulbrichts kam es zu den Ereignissen des 17. Juni 1953. Eisler sandte am Tag darauf der Nachrichtenagentur ADN den folgenden Text als Loyalitätserklärung gegenüber der DDR, wobei nicht gesichert ist, ob er verbreitet wurde:

„Ich bin in meinem ganzen Leben immer für die Sache der Arbeiter eingetreten und werde das bis zum Ende meines Lebens tun. Was aber gestern in Berlin geschah, hat nicht der Sache der deutschen Arbeiterklasse genützt, weder (in) ihren berechtigten wirtschaftlichen Forderungen, noch (in) ihren nationalen Interessen, noch (in) ihrem berechtigten Bestreben der Korrektur schwerer Fehler. Aus dem, was gestern geschah, haben die Feinde der Arbeiter ihren Nutzen gezogen und wir müssen jetzt alles tun, damit alle Schichten der Bevölkerung – Arbeiter, Bauern, Mittelstand, Intelligenz und die Regierung – zusammen eine rücksichtslose Selbstkritik halten, damit unser Aufbau und unser Aufstieg durch (solche) ernste(n) Fehler (wie in der Vergangenheit) nicht gefährdet wird. (Diese schwierigen Tage stellen auch uns Künstler vor neue große Verantwortung)“

Die Akademie der Künste unterbreitete am 18. Juni Vorschläge zur Veränderung der kulturpolitischen Situation, die maßgeblich von Eisler und Brecht formuliert worden waren. Diese wurden sofort im Neuen Deutschland mit dem Titel: Über berechtigte Kritik und über Erscheinungen des Opportunismus in Fragen der Kunst abgelehnt. Brecht zog sich daraufhin für Monate in sein Sommerhaus zurück und verfasste seine Buckower Elegien mit dem Gedicht Die Lösung, in dem es am Ende heißt: „Wäre es da / Nicht doch einfacher, die Regierung / Löste das Volk auf und / Wählte ein anderes?“
Für Eisler war es eine schwierige Zeit in mehrfacher Hinsicht. Einerseits belastete ihn die Kritik an seiner Faustus-Oper, andererseits eröffnete ihm seine Frau Lou die Möglichkeit, mit Ernst Fischer in Wien zu bleiben. Nach einem Restaurant- und Barbesuch in West-Berlin konnte er das Taxi nach Ost-Berlin nicht bezahlen und wurde von der Polizei aufgegriffen. Dieses Ereignis wurde in der „Westpresse“ ausführlich beschrieben und tauchte später in den freigegebenen FBI-Akten wieder auf.

### Intermezzo in Wien
Um etwas Distanz zu gewinnen, reiste Eisler Mitte Juli 1953 nach Wien und nahm die Komposition für „seinen“ Dr. Faustus wieder auf. In seinem Tagebuch, in das er erstmals seit 1921 wieder schrieb, ist zu lesen: „Mit Zögern und Zagen gehe ich an die Komposition zu meinem Dr. Faustus, voller Mutlosigkeit vor all den Schwierigkeiten“. Allerdings beschränkten sich die Versuche auf eine Szene im zweiten Akt.
Einige Bühnenmusiken für Freunde und eine Auftragsarbeit zu einem Film brachten ihn auf andere Gedanken. Dazu kam, dass Brecht Mitte Oktober nach Wien reiste, um den Vorbereitungen der Mutter in der Wiener Scala beizuwohnen. Helene Weigel und Ernst Busch spielten die Hauptrollen. Eisler war an der Einstudierung der Musik beteiligt. In diese Zeit fiel der Beginn des Wiener Brecht-Boykotts, Brecht war schon wieder nach Berlin zurückgekehrt.
Ende Oktober verfasste Eisler einen Brief an das Zentralkomitee der SED in Berlin, in dem er seine Situation schilderte und anmerkte, dass er ein riesiges Werk an nicht veröffentlichten Kammer- und Orchestermusiken sowie Liedern und Kantaten habe und dieses einer weiteren Bearbeitung bedürfe. Er schrieb:
„Musiker, die Werke von mir aufführten oder rezensierten, wurden als Vertreter einer unerwünschten Kunstrichtung behandelt“ und „nach der Faustus-Attacke merkte ich, daß mir jeder Impuls, Musik zu schreiben abhanden gekommen war, so kam ich in einen Zustand tiefster Depression, wie ich sie kaum jemals erfahren habe.“
In der Einleitung des Briefes entschuldigte sich Eisler für die „Berliner Angelegenheit“ und übte damit die immer geforderte Selbstkritik. Er schloss den Brief damit, dass er sein Werk an keinem anderen Ort als in der Demokratischen Republik Deutschland fortsetzen wollte und könnte:
„Ich kann mir meinen Platz als Künstler nur in dem Teil Deutschlands vorstellen, wo die Grundlagen des Sozialismus neu aufgebaut werden.“

### Auseinandersetzung mit dem ZK und das Filmjahr 1955
Bereits einen Monat später, am 30. November 1953, erreichte Eisler ein Schreiben der Akademie der Künste mit der Erlaubnis für die geplante Eisler-Ausgabe als mehrbändige Edition. Er blieb noch einige Zeit in Wien, da das Fidelio-Filmprojekt noch fertiggestellt werden musste. Im Februar 1954 kehrte er zurück und begann unverzüglich und unter Zeitdruck mit den Arbeiten am ersten Band seines Vokalwerks, Lieder und Kantaten, gemeinsam mit den Lektoren des Verlags Breitkopf & Härtel in Leipzig. Der erste Band, Lieder und Kantaten, erschien im Frühjahr 1955, das gesamte Werk in zehn Bänden wurde erst 1966 fertiggestellt.
Trotzdem musste er wieder beruflich nach Wien zurück. Fidelio war fertigzustellen, und innerhalb dreier Tage erstellte Eisler noch eine Hamlet-Bühnenmusik für das Theater in der Scala. Gemeinsam mit Karl Paryla schrieb er im Sommer 1954 das Drehbuch und die Musik zur Verfilmung von Millöckers Operette Gasparone.
Brecht besaß seit März 1954 ein eigenes Haus und bat Eisler brieflich mit den Worten: „hoffentlich kommst du bald“, für Johannes R. Bechers Tragödie Winterschlacht die Bühnenmusik zu übernehmen. Es war das Stück über die Niederlage der deutschen Wehrmacht vor Moskau und die Tragödie der Deutschen an der Front und in der Heimat. Premiere war am 12. Januar 1955. Die Musik fasste Eisler später zur Winterschlacht-Suite zusammen.
Eisler benutzte die Feierlichkeiten zum 80. Geburtstag Arnold Schönbergs am 17. Dezember 1954 als Gelegenheit, in seinem Vortrag ein unmissverständliches Zeichen gegen die immer noch anhaltende Formalismus-Debatte zu setzen und zum Gegenschlag gegen seine damaligen Opponenten aus der Faustus-Debatte auszuholen. Um das Auditorium zu beschämen, erfand er ein Achtung gebietendes „chinesisches Sprichwort“: „Wer seinen Lehrer nicht ehrt, ist schlechter als ein Hund“. In diesem Vortrag rechnete Eisler hart mit seinen Kritikern ab. Ohne dass das Wort Formalismus fiel, war jedem Zuhörer klar, was gemeint war. Für das Neue Deutschland war eine Schönberg-Debatte zu heikel, einzig die Musikfachpresse reagierte. Die Akademie der Künste bezog Stellung, indem sie feststellte, dass sie „bei aller Verschiedenheit nach geistiger Herkunft und Geschmacksrichtung einmütig zur Ehrfurcht vor der schöpferischen Größe des Komponisten und Menschen Arnold Schönberg stehe“.
Für alle seine Reisen musste Eisler als Österreicher ein Visum für die Wiedereinreise in die DDR beantragen; eine Sekretariatssitzung des Zentralkomitees unter Beisein von Walter Ulbricht beschäftigte sich damit. In der Sitzung nach seinem Vortrag wurde Eisler entgegen allen bisherigen Gepflogenheiten nicht mehr als Genosse bezeichnet. Anzumerken ist, dass Eisler niemals Mitglied der SED war. Trotz des Widerstandes verschiedener politischer Kleingeister wurden seine Reisen, vor allem nach Wien, weiterhin genehmigt.
Nach zweijähriger Trennung wurde Eislers Ehe mit Lou im März 1955 in Wien geschieden. Dies geschah in der Zeit, als er die Musik für den Film Herr Puntila und sein Knecht Matti in den Filmstudios der Wien-Film am Rosenhügel schuf. Dieser Film blieb ziemlich unbekannt – und damit auch die Musik –, weil die Wien-Film dafür den Brasilianer Alberto Cavalcanti als Regisseur engagierte. Dieser war zwar ein hervorragender Dokumentarfilmer seiner Zeit, konnte jedoch mit dem Stil und den Anforderungen des epischen Theaters Brechts wenig anfangen. 1956 stellte Eisler aus dieser Musik die fünfzehnteilige Puntila-Suite für kleines Orchester zusammen.
Bei den Dreharbeiten traf Eisler Stephanie Zucker-Schilling wieder, die als Dolmetscherin für Cavalcanti arbeitete, und lernte sie näher kennen. Beide waren einander bereits 1948 zum ersten Mal begegnet, damals war sie noch mit Otto Wolf verheiratet. 1958 ließ sich Stephanie von Erwin Zucker-Schilling, dem vormaligen Chefredakteur des Zentralorgans der KPÖ, scheiden, was auf eine engere Beziehung zu Eisler bereits zu diesem Zeitpunkt schließen lässt. Beide arbeiteten für die Neuverfilmung von Bel Ami mit dem Hauptdarsteller Johannes Heesters unter der Regie von Louis Daquin, bei der Stephanie wiederum Dolmetscherin war. Die Premiere war 1957, jedoch blieb dieser Film, anders als die operettenhafte Fassung von Willi Forst aus dem Jahre 1939, weitgehend unbekannt.
Im Herbst, kurz vor seiner Rückkehr nach Berlin, stellte Eisler auf Bitten Brechts eine bereits 1943 in Kalifornien begonnene Bühnenmusik für Die Gesichte der Simone Machard fertig. Brecht wollte sie in Frankfurt am Main aufführen; die Inszenierung fand jedoch erst 1957, ein Jahr nach dem Tod Brechts, statt.
Das Jahr 1955 wurde für Eisler vor allem zum Filmjahr. Zurück in Berlin, erreichte ihn eine Einladung von Alain Resnais aus Paris, die Musik für einen Auschwitz-Film zu komponieren. Resnais kannte Eislers Arbeiten aus Renoirs Film The Woman on the Beach und versprach sich davon, einen deutschen Komponisten zu verpflichten, eine moralische Bürgschaft, wie es Schebera in seinem Buch schrieb. Eisler antwortete auf die Anfrage lapidar in einem Telegramm: „Guten Tag, ich komme. Eisler“. Nachdem er die Rohschnittfassung zu sehen bekommen hatte, reiste er im Dezember nach Paris und komponierte die Musik für den Film Nuit et brouillard. Diese Arbeit stellt sicherlich eine der bedeutendsten Filmmusiken zu diesem Thema dar, sechzehn Minuten Filmmusik in einem nur 34 Minuten langen Film. Regisseur Alain Resnais erhielt 1956 in Paris den renommierten Prix Jean Vigo und konnte für diesen Film in den darauffolgenden Jahren mehrere internationale Preise entgegennehmen. Die deutsche Übersetzung des Films wurde, wie damals üblich, getrennt für die DDR (durch Henryk Kreisch) und die Bundesrepublik Deutschland (durch Paul Celan) gemacht.
Nuit et Brouillard wurde als französischer Filmbeitrag für die Filmfestspiele in Cannes 1956 ausgewählt. Im letzten Moment zog jedoch Minister Henry Lemaire die Zustimmung zurück, da der deutsche Botschafter Beschwerde im Auswärtigen Amt Frankreichs eingelegt hatte. Der deutsche Protest lag darin, dass Nuit et Brouillard zu Deutschenfeindlichkeit („anti-German hatred“) aufwiegele. Karl Korn schrieb dazu 1956 in der Frankfurter Allgemeinen Zeitung, dass man wohl mit „psychologisch unliebsamen Folgen für die Deutschen“ gerechnet habe. In Deutschland jedoch führte der „Skandal“ um den vom Festival ausgeschlossenen Film zu einer kritischen Rezeption desselben: „What began initially as an international scandal became a site for a prolonged consideration and discussion of the Nazi past within Germany“ („Was ursprünglich als ein internationaler Skandal begann, wurde zu einer Plattform zu einer weiterführenden Betrachtung und Auseinandersetzung um die Nazivergangenheit in Deutschland“). Die vor allem in der Presse geführte Diskussion konzentrierte sich hauptsächlich auf die Frage der Schuld und Verantwortlichkeit. Verantwortlichkeit wurde dabei als Notwendigkeit und Aufgabe der gegenwärtigen Generation zum gemeinsamen Erinnern gesehen und der individuellen Schuld gegenübergestellt. Auf diese Weise wurde Nuit et Brouillard zur „site for the articulation of generational conflicts and for confronting an aging ruling class left largely intact after the war“ (zum Schauplatz für einen Generationenkonflikt und die Konfrontation mit einer weiterhin bestimmenden und intakten Gruppe der Älteren nach dem Krieg).

### Entstalinisierung
Auf dem XX. Parteitag der KPdSU 1956 hatte Chruschtschow in seiner Geheimrede vom 25. Februar den Personenkult um Stalin und die damit verbundenen Verbrechen kritisiert und leitete damit die europaweite Entstalinisierung ein. Erstmals wurden die Verbrechen des stalinistischen Terrors gegen Nichtgenossen und Genossen offengelegt, vorerst noch ohne Angabe von Opferzahlen. Dies war ein schwerer Schlag gegenüber der Generation, die an die dritte Sache glaubte. Der Text dieser Geheimrede wurde nicht veröffentlicht, verlesen wurde er in Parteiversammlungen und verschiedenen Gremien. Durch die Lesung im Komponistenverband erhielt Eisler davon Kenntnis.
Unter anderem wurden Häftlinge aus dem Gulag entlassen. Eine davon war Hedwig Gutmann, genannt Hedi, eine Architektin, die bereits seit sechzehn Jahren Zwangsarbeit verrichtet hatte. Ein Brief von ihr an Brecht, schon vor Chruschtschows Rede verfasst, erreichte Eisler. Beide waren der Meinung gewesen, dass sie gar nicht mehr lebe, und bemühten sich intensiv um ihre Freilassung, die im Frühjahr 1957 zustande kam. Sie wohnte danach vorerst bei Eisler in der Pfeilstraße. Nachdem sie der Staatssicherheit der DDR unterschriftlich versichert hatte, über ihre Erlebnisse nicht zu sprechen, wurde ihr eine Wohnung in Berlin-Friedrichshain zugewiesen. Hedi Gutmann lebte dort bis 1967 und starb 1972 in einem Altersheim in Berlin.

### Brechts Tod
Nach seinen beiden großen Werken Mutter Courage (1949) und Der kaukasische Kreidekreis (1954) – beide mit der Musik von Paul Dessau – wollte Brecht 1956 die Aufführung eines weiteren, im Exil geschriebenen Stückes, Leben des Galilei, vorantreiben und im Berliner Ensemble inszenieren. Für die Hauptrolle wurde Ernst Busch gewonnen und im Frühjahr mit den Proben begonnen. Gleichzeitig wurde eine Aufführung dieses Stückes in der Wiener Scala für Juni desselben Jahres angekündigt, mit Karl Paryla in der Titelrolle. Eisler übernahm bei beiden Produktionen die musikalische Leitung und begann im April die Aufnahmen mit dem Leipziger Thomanerchor.
Anfang Mai unterbrach Brecht die Proben, um die Folgen einer Virusgrippe in der Berliner Charité auszukurieren. Eisler fuhr für die Proben nach Wien. Die Premiere des Stücks in der Scala Wien war am 9. Juni 1956; es war dies die letzte in diesem Theater, denn es geriet in die kulturpolitischen Auseinandersetzungen nach dem österreichischen Staatsvertrag. Mit dem Abzug der sowjetischen Besatzungstruppen wurde es Ende Juni endgültig geschlossen, da die Stadt Wien den Pachtvertrag nicht mehr verlängerte.
Eisler kehrte nach Berlin zurück und musste feststellen, dass Brecht zwar aus der Charité entlassen, jedoch nicht genesen war. Man traf sich in seinem Haus in Buckow, um unter anderem über eine Aufführung von Die Tage der Commune in Karl-Marx-Stadt zu sprechen. Eisler war klar, dass Brecht ernsthaft krank war, und schrieb ihm am 9. August den letzten Brief, in dem er ihn „als Kommunist“ aufforderte, seine Arbeit vorerst gänzlich zu unterbrechen, und ihm beteuerte, dass er unersetzbar sei. Fünf Tage später starb Brecht im Alter von 58 Jahren. Die geplante Aufführung des Leben des Galilei in Berlin fand erst am 15. Januar statt, die Regie übernahm anstelle von Brecht Erich Engel, der schon 1928 Regie bei der Uraufführung der Dreigroschenoper geführt hatte.
Brechts Tod bedeutete für Eisler einerseits eine tiefe, persönliche Verzweiflung, andererseits die Verpflichtung, offene, zuvor besprochene Projekte weiterzuführen. Im selben und im folgenden Jahr entstanden vier große Arbeiten. Für das Projekt Schwejk im Zweiten Weltkrieg, geschrieben 1943 im amerikanischen Exil, hatte ihn Brecht für eine im Januar geplante Uraufführung im Warschauer Theater der polnischen Armee um die Bühnenmusik gebeten, die Eisler bereits im Juni 1956 in Angriff genommen hatte und Brecht schon in Teilen vorspielen konnte. Die endgültige Fassung der Schwejk-Musik war erst 1961 fertig.
Darüber hinaus entstanden die Kantaten Die Teppichweber von Kujan-Bulak für Mezzosopran und Orchester und die Legende von der Entstehung des Buches Taoteking auf dem Weg des Laotse in die Emigration für Gesang und Klavier. Als letztes dieser vier Werke entstand im Herbst 1957 Bilder aus der Kriegsfibel für Soli, Männerchor und Orchester.

### Zweiter Brecht-Boykott in der Bundesrepublik
1953 kam es zu einem Boykott von Brecht-Stücken auf bundesdeutschen Bühnen, 1957 zu einer zweiten Welle, die dazu führte, dass viele Bühnen in Deutschland vereinbarte Brecht-Premieren absagten. Die Uraufführung von Die Gesichte der Simone Machard am 8. März in Frankfurt am Main in der Inszenierung von Harry Buckwitz, damals Generalintendant der Städtischen Bühnen, war ein großer Erfolg, der in den Kritiken positiv gewürdigt wurde.
Der damalige westdeutsche Außenminister Heinrich von Brentano äußerte sich in einer Bundestagsrede am 9. Mai folgendermaßen: „Die Dramen Brechts stellen ‚keinen sinnvollen Ausdruck deutschen Kulturgutes dar […], die späte Lyrik Brechts läßt sich eher mit der Horst Wessels vergleichen‘“. Eisler entgegnete:

„Aber Brentano!

Was haben Sie jetzt schon wieder gegen Ihren Horst Wessel? Wie oft haben Sie doch sein Lied gesungen, Sie alter Uralstürmer, Sie, mit Erschütterung und ewiger Treue für den Führer bis auf weiteres! Und jetzt vergleichen Sie ihren Lieblingsdichter mit dem berüchtigten Kommunisten Brecht?

Was wird Globke sagen? Was Bräutigam? Was Speidel?

Was die hohen Beamten, Offiziere und SS-Kameradschaftsverbände? Was wird Sepp Dietrich sagen? (Er wird doch so leicht aufbrausend!) Sie können doch Ihren Freunden und engsten Mitarbeitern nicht einfach ins Gesicht spucken!

Korrigieren Sie sich, Brentano, korrigieren Sie sich. In der nächsten Bundestagsdebatte erklären Sie: ‚Selbstverständlich lag es mir fern, das Andenken an Horst Wessel durch den Vergleich mit dem berüchtigten Kommunisten Brecht zu verunglimpfen!‘

Machen Sie das rasch, Brentano, bevor Ihre Mannen Sie davonjagen.“

## Letzte Jahre (1957–1962)

### Wieder in Berlin
Wichtig für Eisler war, dass sich Stephanie Wolf entschloss, von Wien nach Berlin überzusiedeln. Es war für ihn ein persönlicher Neuanfang.
Eisler lernte zu dieser Zeit bei einer Brecht-Matinee des Deutschen Theaters im Februar 1957 Gisela May kennen. Sie war kurzfristig für eine erkrankte Kollegin eingesprungen und spielte so überzeugend, dass er spontan hinter die Bühne ging, um ihr zu gratulieren. Darauf folgte eine intensive Zusammenarbeit der beiden, ebenso im selben Jahr mit der Sopranistin Irmgard Arnold, die damals an der Komischen Oper engagiert war. Das Ergebnis waren mehrere Schallplatten, die gemeinsam mit May und Arnold produziert wurden. Eisler brachte Andre Asriel mit Irmgard Arnold zusammen. In der Folge wurde Asriel ihr ständiger Klavierbegleiter. Im Spätherbst 1956 begann Ernst Busch wieder zu singen, das Ende einer jahrelangen durch die DDR-Kulturbürokratie erzwungenen Pause. Im Januar 1957 sang Busch bei einer Tucholsky-Matinee neben fünf neu vertonten Tucholsky-Texten (Einkäufe, Ideal und Wirklichkeit, Frohe Erwartung, Der Smokingmann und Weihnachten 1918) auch einige Lieder aus den 1930er Jahren.
1949 hatte sich Eisler zum Thema Kampflieder geäußert, dass man für einige Zeit Vorsicht walten lassen müsse. Für das von Wolfgang Langhoff am Deutschen Theater inszenierte sowjetische Revolutionsstück Sturm von Wladimir Bill-Belozerkowski mit Ernst Busch in der Hauptrolle bereitete Eisler unter anderem drei Majakowski-Lieder in echter „Kampfliedmanier“ vor, dazu noch acht Instrumentalstücke. Die Premiere am 3. Dezember 1957 war ein großer Erfolg.
Für Ernst Busch war es die letzte Theaterrolle, da er immer wieder erkrankte. Er widmete sich fortan nur mehr seinen Plattenproduktionen.

### Filmmusiken
1945 hatte Eisler die Musik für den amerikanischen Piratenfilm Die Seeteufel von Cartagena (The Spanish Main) komponiert. Seine Musik, so befand man, habe den Film entscheidend mitgeprägt. 1956 erhielt er den Auftrag, die Filmmusik zu dem französisch-ostdeutschen Film Die Hexen von Salem zu komponieren. Es war eine Verfilmung des Dramas Hexenjagd von Arthur Miller. Das Drehbuch schrieb Jean-Paul Sartre, Regie führte Raymond Rouleau. Eisler komponierte diese reine Instrumentalmusik im März 1957 in Paris.
1958 folgte die Musik für den Film Geschwader Fledermaus in der Regie von Erich Engel und Ende 1959 die Musik für die Verfilmung des Balzac-Stücks Trübe Wasser, ebenfalls eine französisch-ostdeutsche Gemeinschaftsproduktion unter der Regie von Louis Daquin, den Eisler noch aus Wien kannte. Dazu kamen Musiken für verschiedene Fernsehspiele des Deutschen Fernsehfunks in Ostberlin.

### Leben in Niederschönhausen

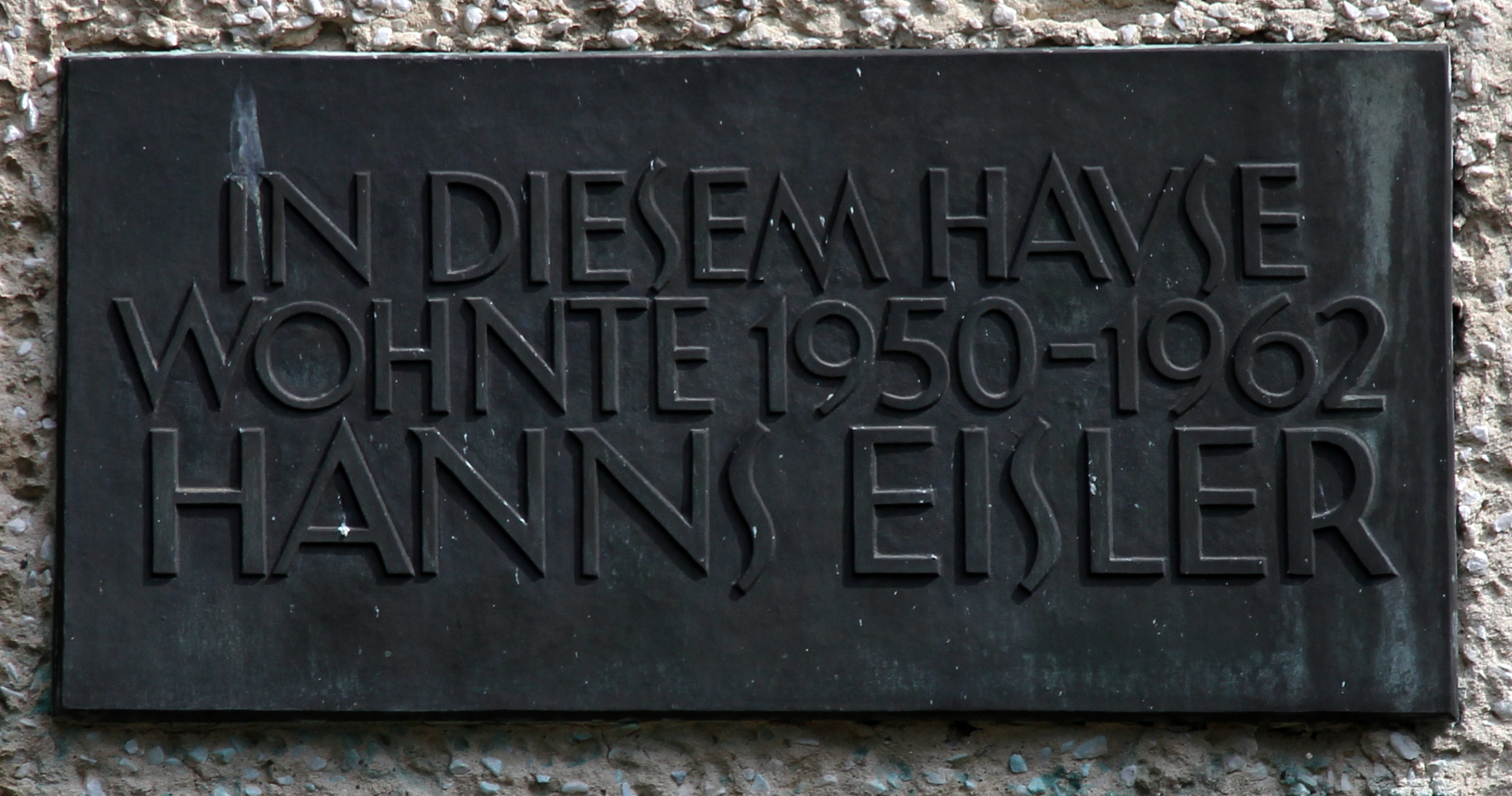
Gedenktafel am Haus Pfeilstraße 9 in Berlin-Niederschönhausen

Am 26. Juni 1958, kurz vor seinem 60. Geburtstag, heirateten Eisler und Stephanie Wolf in Berlin. Das Haus in der Pfeilstraße füllte sich wieder mit Freunden, die politische Rehabilitierung seines Bruders Gerhart erfolgte bereits 1956. Ab Ende 1958 kam ein neuer Gast, Wolf Biermann, öfter nach Niederschönhausen. Er war damals Assistent beim Berliner Ensemble und verfasste gerade seine ersten eigenen Lieder. Nach dem Tod Eislers schrieb Biermann das Gedicht Hanns Eisler oder die Anatomie einer Kugel. Biermann bezeichnete Eisler als seinen Lehrer. Gäste waren auch Arnold Zweig und Ernst Busch, sie waren direkte Nachbarn, Hans Bunge und Nathan Notowicz sowie der junge Dramatiker Heiner Müller. Den Abenden mit dem beißenden Humor verdankte Eisler seinen Ruf als lustige und witzige Person. Seine geistreichen Sprüche füllen ein eigenes Buch.

### Letzte Arbeiten
Am 22. Mai 1959 kam es zur westdeutschen Erstaufführung von Schweyk im Zweiten Weltkrieg in Frankfurt am Main, die ein herausragender Erfolg war. Zu dieser Zeit forderte Ernst Busch von Eisler Vertonungen von Tucholsky-Texten für ein Plattenprojekt; insgesamt entstanden in dieser Zeit 37 Lieder, womit Eisler als Komponist die meisten Texte Tucholskys vertont hat. Neben dem Hollywooder Liederbuch war das seine zweite umfangreiche Liedsammlung. Schon vorher wurden am 22. November 1958 das schon 20 Jahre vorher mit Brecht in Dänemark fertiggestellte Lenin-Requiem und am 24. April 1959 in der Deutschen Staatsoper die Deutsche Sinfonie uraufgeführt. Vor dem Konzert wurden in einem Epilog mit der Kantate Bilder aus der Kriegsfibel – Seht unsere Söhne blutbefleckt Bilder von verzweifelten und erfrierenden deutschen Wehrmachtssoldaten in Stalingrad gezeigt. Der nach Großbritannien emigrierte Walter Goehr dirigierte das Sonderkonzert der DDR-Staatskapelle.
Auf die Frage von Freunden, wie es ihm gehe, antwortete Eisler: „Ich weiss es nicht, ich habe zuviel zu tun, um darüber nachzudenken. Also gut.“ Eisler war ein starker Raucher und fühlte sich immer wieder erschöpft. Das hinderte ihn jedoch nicht, 1959 ausgedehnte Arbeitsreisen nach Paris (Fertigstellung von Trübe Wasser) und nach Vevey zu unternehmen. Dort überbrachte er im Auftrag der Akademie der Künste Charles Chaplin die Ernennungsurkunde zum korrespondierenden Mitglied. Dies war die erste Begegnung mit ihm seit seinem Exil in den USA. Zuvor war er noch mit Gisela May und Ernst Busch sowie dem Ensemble des Deutschen Theaters zur Aufführung einer Brecht-Matinee in London.
1959 wurde ihm die Deutsche Friedensmedaille verliehen.
Im Februar 1960 erlitt Eisler in Wien einen Herzinfarkt, der ihn für drei Monate ans Krankenbett fesselte. Im Juni kehrte er mit Stephanie nach Berlin zurück. Die erste Arbeit nach der Rückkehr war die Vertonung von Brechts Gedicht Der Pflaumenbaum, die er Stephanies Tochter Michèle und ihrem Mann Matthias Langhoff widmete.
Zwei große Auftragswerke warteten auf Eisler, der sich jedoch sehr schonen musste: Eine Sinfonie für das Leipziger Gewandhausorchester kam über erste Skizzen nicht hinaus, eine Opernfassung von Brechts Turandot oder Der Kongreß der Weißwäscher für die Deutsche Staatsoper konnte er gar nicht mehr beginnen. Anfang 1961 unternahm er mit seiner Frau eine Genesungsreise in die Schweiz und nach Italien.

### Eislers Haltung zum Mauerbau
Mit dem Bau der Berliner Mauer am 13. August 1961 begann gleichzeitig die „dritte Welle“ des Brecht-Boykotts in der BRD. Eisler erläuterte seine Position in einem in der Weltbühne abgedruckten Brief und kritisierte den offenen Brief von Günter Grass und Wolfdietrich Schnurre an die Schriftsteller der DDR.

„Herr Grass (ernsthaft gesprochen), so geht das nicht. Wir können uns nicht gegenseitig unser politisches Verhalten vorschreiben, obwohl es (nicht unamüsant) vielleicht nützlich wäre, (wenn ich Ihnen vorschriebe, vorschlüge) Ihnen vorzuschlagen, was Sie grad jetzt in der Bundesrepublik machen (sollen) sollten. Ich hätte da einige Ideen.“

Eisler forderte eine ernsthafte Debatte ein, zu der es aufgrund der angespannten Situation nicht mehr kam.

### Ernste Gesänge
Ende August 1961 fuhr Eisler nach Paris und Lyon, um bei der französischen Erstaufführung und musikalischen Ergänzung von Schweyk im Zweiten Weltkrieg dabei zu sein. Anfang 1962 war er mit seinem Sohn Georg in London zur britischen Erstaufführung der Deutschen Sinfonie mit dem Royal Philharmonic Orchestra. Dort traf er auch mit John Lennon zusammen. Georg Eisler beschrieb erstmals, wie sein Vater bereits sein Ende vor sich sah. Den großen Erfolg kommentierte er mit den Worten: „Es kommt zu spät.“ Trotzdem raffte sich Eisler auf und schrieb, zurück in Berlin, die Bühnenmusik zu Friedrich Schillers Wilhelm Tell. Die Premiere fand am 19. März 1962 am Deutschen Theater in der Inszenierung von Wolfgang Langhoff statt.
Die letzte vollendete Arbeit Eislers war der Zyklus Ernste Gesänge für Bariton und Streichorchester, wie er sagte: ein Vorspruch und sieben Gesänge. Vier der acht verwendeten Texte stammen von Friedrich Hölderlin, je einer von Berthold Viertel, Giacomo Leopardi, Helmut Richter und Stephan Hermlin. Diese Arbeit ist dadurch charakterisiert, dass in feinster Art Schönberg und Ansätze von Zwölftontechnik für jedes einzelne Stück eigengestaltlich präsentiert werden. Auch die Auswahl der Texte war eine persönliche Aufarbeitung (Traurigkeit, Chanson allemande [1953], Asyl), seine Reaktion auf den XX. Parteitag der KPdSU. Mit einigen Zeilen aus einem Gedicht von Helmut Richter Leben ohne Angst zu haben drückte er seine Hoffnung auf eine menschliche Perspektive des Kommunismus aus. Es war sein Vermächtnis und kann als Mahnung verstanden werden.

„Der Sänger möge sich bemühen, durchweg [sic] freundlich, höflich und leicht zu singen. Es kommt nicht auf sein Innenleben an, sondern er möge sich bemühen, den Hörern die Inhalte eher zu referieren als auszudrücken. Dabei muß künstliche Kälte, falsche Objektivität, Ausdruckslosigkeit vermieden werden, denn auf den Sänger kommt es schließlich an.“

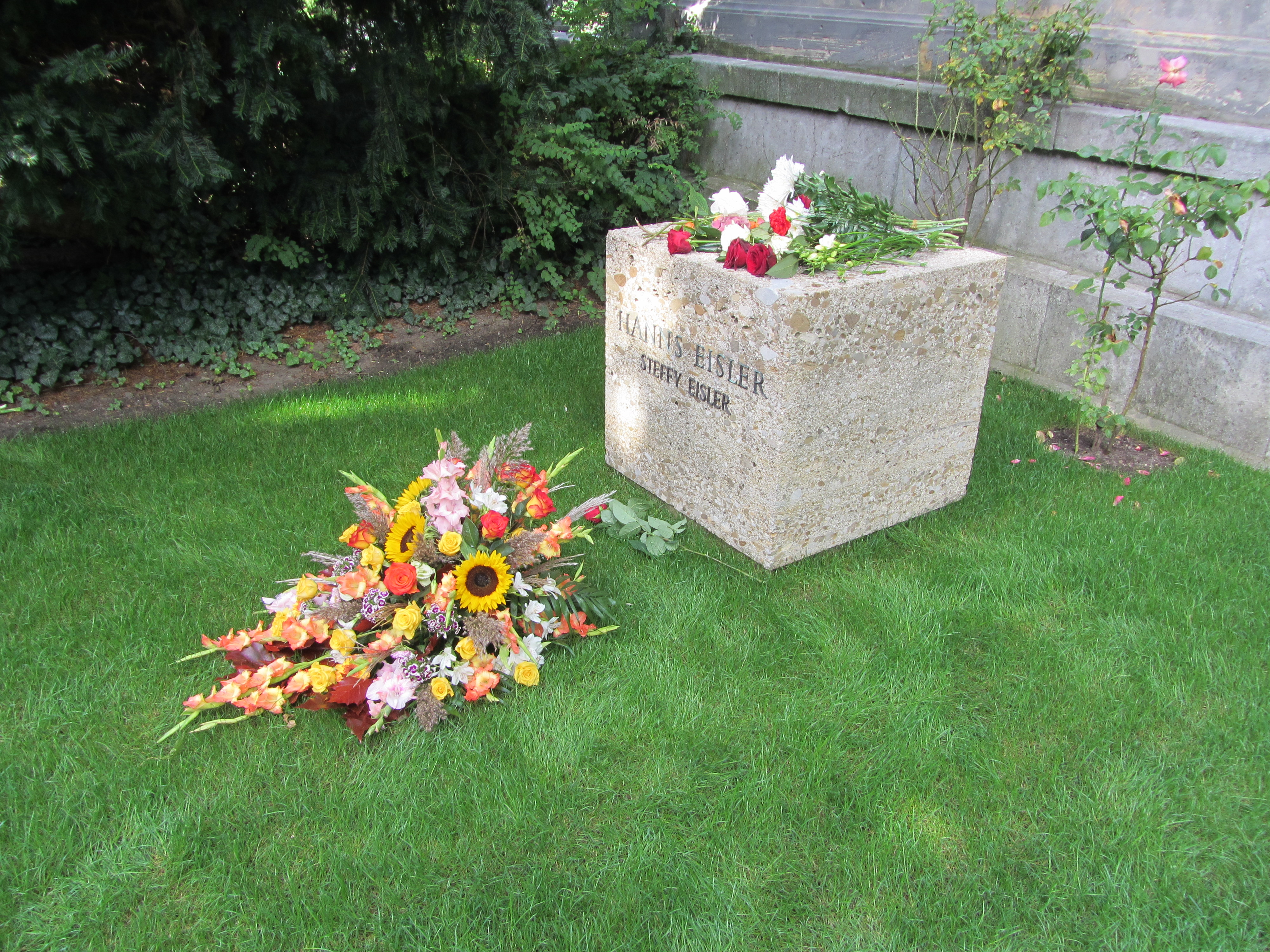
Ehrengrab von Hanns Eisler auf dem Dorotheenstädtischen Friedhof mit den „Blumen für Hanns Eisler“ an seinem 50. Todestag, dem 6. September 2012

Diese Kompositionszusammenstellung war seine letzte Arbeit. Die Uraufführung fand postum am ersten Todestag statt. Hanns Eisler starb am 6. September 1962 im Alter von 64 Jahren in Berlin an einem Herzanfall. Er wurde auf dem Dorotheenstädtischen Friedhof in Berlin-Mitte in der Nähe von Bertolt Brecht und Helene Weigel beigesetzt. Den quaderförmigen Grabstein schuf der Bildhauer Fritz Cremer. Seit dem Jahr 2003 ruht die Gattin Stephanie geb. Peschl an Eislers Seite.
Auf Beschluss des Berliner Senats ist die letzte Ruhestätte von Hanns Eisler (Grablage: CH 1-31/32) seit 1999 als Ehrengrab des Landes Berlin gewidmet. Die Widmung wurde im Jahr 2021 um die übliche Frist von zwanzig Jahren verlängert.

## Musikalisches Schaffen (Zusammenfassung)
Eisler schuf eine Reihe kammermusikalischer Kompositionen, in denen er sich immer wieder mit der Tradition des klassischen und romantischen Kunstlieds auseinandersetzte, ohne selbst Romantiker zu sein. Mit gleicher Stärke widmete er sich der Arbeitermusikbewegung, etwa in Massenliedern, wie dem 1932 im Angesicht des heraufkommenden Faschismus entstandenen Solidaritätslied.
1949 schrieb er die Nationalhymne der DDR mit dem Titel Auferstanden aus Ruinen, zu der der spätere Kulturminister der DDR, Johannes R. Becher, den Text verfasste.
Ebenso stammt die Vertonung der im Gründungsjahr der DDR entstandenen Kinderhymne Anmut sparet nicht noch Mühe von ihm. Im Exil in europäischen Ländern und in den USA sowie nach dem Krieg komponierte Eisler Filmmusiken für mehr als 40 Filme.
Von der Gründung der Deutschen Hochschule für Musik 1950, zu deren Gründungsmitgliedern er zählte, bis zu seinem Tod 1962 arbeitete Eisler als Kompositionslehrer und Dirigent und leitete Meisterklassen. Diese Hochschule trägt seit 1964 seinen Namen: Hochschule für Musik „Hanns Eisler“ Berlin.
Am 9. Mai 1962 gründete er den Musikrat der DDR und war bis zu seinem Tod im September desselben Jahres dessen erster Präsident.
Eisler schrieb zahlreiche Kammerstücke, Bühnenwerke und Orchesterstücke sowie eine große Anzahl von Liedern zu Gedichten von Johann Wolfgang von Goethe, Friedrich Hölderlin, Bertolt Brecht, Kurt Tucholsky und anderen. Er arbeitete – auf traditioneller Ebene der Kompositionspraxis seinem Lehrer Schönberg verbunden – mit den Traditionen der Wiener Klassik ebenso selbstverständlich wie mit denen der Moderne. Eine Reihe seiner Werke hat zudem Elemente und Strukturen osteuropäischer und jiddischer Volksmusik zum Gegenstand. Eisler war aus politischer Überzeugung und in seiner kompositorischen Praxis einer der bedeutendsten Künstler der Internationalen Arbeiterbewegung.
Die Hanns-Eisler-Gesamtausgabe stellt sich die Aufgabe, sämtliche kompositorischen und schriftstellerischen Werke des Komponisten im Druck herauszugeben.

## Nachlass
Das Hanns-Eisler-Archiv befindet sich im Archiv der Akademie der Künste in Berlin, es umfasst 45 laufende Meter und ca. 200 Bände. Ebenso befindet sich dort die Sammlung Louise Eisler-Fischer. Zur weiteren Erforschung und Verbreitung der Werke Eislers gründete sich 1994 die Internationale Hanns Eisler Gesellschaft e.V. (IHEG).

## Meisterschüler
- Andre Asriel, 1950–1951
- Georg Katzer, 1961–1962
- Günter Kochan, 1950–1953
- Siegfried Matthus, 1958–1960
- Gerd Natschinski, 1951–1953
- Dieter Nowka, 1952–1954
- Gerhard Rosenfeld, 1958–1961
- Anton Schoendlinger, 1950–1952

## Darstellung Eislers in der bildenden Kunst der DDR
- Wieland Förster: Hanns Eisler (Porträtbüste, 1962, Bronze)[78]
- Bert Heller: Porträt Hanns Eisler (Öl, 70 × 100 cm, 1958)[79]
- Heinz Zander: Brecht und Eisler (1988, Öl)[80]

## Hanns-Eisler-Preis
- Hanns-Eisler-Preis (von 1968 bis 1990)
- Hanns-Eisler-Preis für Komposition und Interpretation zeitgenössischer Musik (seit 1993)

## Medien
Filme
- 1973: Ändere die Welt, sie braucht es – Begegnungen mit Hanns Eisler. Fernsehen der DDR, Berlin, DEFA-Studio für Dokumentarfilm.
- 1973: Hanns Eisler – Zu früh? Zu spät? Dokumentarfilm, BR Deutschland, 59 Min., Buch und Regie: Peter Hamm, Produktion: Hessischer Rundfunk, Inhaltsangabe von musik heute u. a. mit Ernst Bloch und Alexander Goehr, der Eisler für den wichtigsten deutschen Liedkomponisten nach Brahms und Hugo Wolff hält und Eisler als einen „Meister des Scherzos“ bezeichnet.
- 1989: Komm! Ins Offene Freund! oder Gegen die Dummheit in der Musik, DEFA-Dokumentarfilm von Andrea Ritterbusch
- 1996: Solidarity Song: The Hanns Eisler Story Kanada / Deutschland, Regie: Larry Weinstein, Thomas Wallner
- 2005: Vorwärts und nicht vergessen …!? Hanns Eisler in den USA. Dokumentarfilm, Deutschland, 44 Minuten, Regie: Johanna Schenkel und Claus Bredenbrock, Produktion: WDR, Film-Informationen von arte.
- 2012: Wanted Hanns Eisler. Eine filmische und musikalische Spurensuche, Deutschland, 58 Minuten, Drehbuch, Regie, Kamera: Nicolas Humbert und Martin Otte, Musik: Das Kapital. Uraufführung am 4. November 2012 Jazzfest Berlin[81]
- 2018: Lebensläufe: Vorwärts und nicht vergessen – Der Komponist Hanns Eisler, Dokumentarfilm – Drehbuch und Regie: Heike Bittner

Diskografie
- 2014: Hanns Eisler Edition. 10 CDs, Brilliant Classics[82]

## Varia
- Nach jahrelangen Anstrengungen konnte Hanns Eislers Geburtshaus in Leipzig vor dem Verfall gerettet, saniert und 2017 wieder zu Wohnzwecken übergeben werden. Eine Tafel an der Fassade informiert über Eislers erste Lebensstation, wo er in der Wohnung der Großeltern mütterlicherseits in der damaligen Gartenstraße 14 zur Welt kam.[83][84] Die Stadt Leipzig lobt seit 2019 das Internationale Hanns-Eisler-Stipendium der Stadt Leipzig aus, durch das ausgewählten Künstlern ein Arbeitsaufenthalt in Eislers Geburtswohung ermöglicht wird.[85]

## Schriften
- Stephanie Eisler, Manfred Grabs (Hrsg.): Gesammelte Werke. Begründet von Nathan Notowicz. Im Auftrag der Akademie der Künste der DDR. Deutscher Verlag für Musik, Leipzig, DNB 350771014. Enthält unter anderem:
  - Musik und Politik. Schriften 1924–1948. Textkritische Ausgabe von Günter Mayer (= Gesammelte Werke. Serie 3, Band 1). Deutscher Verlag für Musik, Leipzig 1973, DNB 770387918.
  - Musik und Politik. Schriften 1948–1962. Textkritische Ausgabe von Günter Mayer (= Gesammelte Werke. Serie 3, Band 2). Deutscher Verlag für Musik, Leipzig 1982, DNB 1007188227.
  - Komposition für den Film. Mit Theodor W. Adorno. Textkritische Ausgabe von Eberhardt Klemm (= Gesammelte Werke. Serie 3, Band 4). Deutscher Verlag für Musik, Leipzig 1977, DNB 100718809X (Erstausgabe: Henschelverlag, Ost-Berlin  1949).
  - Gespräche mit Hans Bunge. „Fragen Sie mehr über Brecht!“ Übertragen und erläutert von Hans Bunge. Mit einem Vorwort von Georg Knepler (= Gesammelte Werke. Serie 3, Band 7). Deutscher Verlag für Musik, Leipzig 1975, DNB 1008033952.
- Nathan Notowicz: Wir reden hier nicht von Napoleon, wir reden von Ihnen! Gespräche mit Hanns Eisler und Gerhart Eisler. Übertragen und herausgegeben von Jürgen Elsner. Verlag Neue Musik, Ost-Berlin 1971, DNB 730003647.